# Elizabeth Cady Stantonová
Elizabeth Cady Stantonová (nepřechýleně Stanton; 12. listopadu 1815 Johnstown – 26. října 1902 New York) byla americká spisovatelka a aktivistka, vůdčí osobnost hnutí za práva žen v USA v polovině a na konci 19. století. Byla hlavní hybnou silou shromáždění v Seneca Falls v roce 1848, prvního shromáždění svolaného pouze za účelem projednání práv žen, a hlavní autorkou jeho Deklarace práv a postojů (Declaration of Sentiments). Její požadavek zahrnout rezoluci o volebním právu žen vyvolal na sjezdu kontroverzi, ale rychle se stal ústředním principem ženského hnutí. Elizabeth byla aktivní i v dalších sociálních reformních aktivitách, zejména v abolicionismu. 
V roce 1851 se seznámila se Susan B. Anthony a navázala s ní desítky let trvající spolupráci, která měla zásadní význam pro rozvoj hnutí za práva žen. Během americké občanské války založily Národní ženskou loajální ligu (Women´s Loyal National League, WLNL), aby vedly kampaň za zrušení otroctví, a vedly ji v největší petiční akci v dosavadní historii USA. V roce 1868 založily noviny The Revolution, které se zaměřovaly především na ženská práva.
Po válce byly Stanton a Anthony hlavními organizátorkami Americké asociace za rovnoprávnost (American Equal Rights Association, AERA), která vedla kampaň za rovná práva Afroameričanů a žen, zejména za volební právo. Když byl předložen patnáctý dodatek k americké ústavě, který měl zajistit volební právo pouze pro černé muže, postavily se proti němu a trvaly na tom, že volební právo by mělo být rozšířeno na všechny Afroameričany a zároveň na všechny ženy. Jiní členové hnutí dodatek podporovali, což vedlo k rozkolu. Během ostrých sporů, které vedly k rozkolu, se Elizabeth Stanton někdy vyjadřovala elitářsky a rasově povýšeně. Stanton měla při svém odporu k volebnímu právu Afroameričanů říci: „Stává se vážnou otázkou, zda bychom neměli raději ustoupit stranou a nechat ‚Samba‘ vejít do království jako prvního.“ Frederick Douglass, její přítel abolicionista, který utekl z otroctví, jí takové výroky vyčítal. 
Elizabeth Stanton se stala předsedkyní Národní americké společnosti za volební právo žen (National American Woman Suffrage Association, NAWSA), kterou spolu s Anthony založily, aby reprezentovala jejich křídlo hnutí. Když se po více než dvaceti letech rozkol zacelil, Stanton se stala první prezidentkou sjednocené organizace Národní asociace pro ženská práva (National Woman Suffrage Association). Jednalo se z velké části o čestnou funkci. Stanton se i nadále věnovala široké škále otázek týkajících se ženských práv, přestože se organizace stále více zaměřovala na volební právo žen.
Stanton byla hlavní autorkou prvních tří svazků History of Woman Suffrage (Dějiny ženského volebního práva), rozsáhlého úsilí o zaznamenání historie hnutí, které se z velké části soustředilo na její křídlo. Byla také hlavní autorkou knihy The Woman's Bible (Ženská bible), kritického zkoumání Bible, které vychází z předpokladu, že její postoj k ženám odráží předsudky z méně civilizované doby. 

## Životopis
Elizabeth Cady se narodila do vlivné rodiny v Johnstownu ve státě New York. Jejich rodinné sídlo na hlavním náměstí obsluhovalo až dvanáct sluhů. Její konzervativní otec Daniel Cady byl jedním z nejbohatších vlastníků půdy ve státě. Byl členem federalistické strany, advokátem, který byl jedno volební období členem amerického Kongresu a stal se soudcem Nejvyššího soudu státu New York.
Její matka Margaret Cady (rozená Livingston) byla pokroková žena, podporující radikální garrisonovské křídlo abolicionistického hnutí a v roce 1867 podepsala petici za volební právo žen. Přinejmenším na počátku svého života byla popisována jako „metr osmdesát vysoká se silnou vůlí a soběstačná ... Byla jedinou osobou v domácnosti, která se nebála svého o 12 let staršího manžela.”
Elizabeth byla sedmým z jedenácti dětí, z nichž šest (včetně všech chlapců) zemřelo před dosažením plné dospělosti. Její matka, vyčerpaná porody a trápením, když viděla tolik dětí umírat, se uzavřela do sebe a propadla depresi. Velkou část odpovědnosti za výchovu mladších dětí tak převzala nejstarší dcera Tryphena, spolu se svým manželem Edwardem Bayardem.
Ve svých pamětech Eighty Years & More Elizabeth Stanton uvedla, že když byla mladá, byli v její domácnosti tři afroameričtí sluhové. Badatelé zjistili, že jeden z nich, Peter Teabout, byl otrokem a pravděpodobně jím zůstal až do 4. července 1827, kdy byli všichni zotročení lidé ve státě New York osvobozeni. Stanton na něj vzpomínala s láskou a říkala, že ona a její sestry chodily s Teaboutem do episkopálního kostela a sedávaly s ním v zadní části kostela, a ne vepředu s bílými rodinami.

### Vzdělání
Elizabeth Stanton se dostalo lepšího vzdělání než většině žen její doby. Do svých 15 let navštěvovala Johnstownskou akademii ve svém rodném městě. Jako jediná dívka v pokročilých třídách matematiky a jazyků získala druhou cenu ve školní soutěži v řečtině a stala se zdatnou debatérkou. Na škole se jí líbilo a říkala, že se tam nesetkala s žádnými překážkami kvůli svému pohlaví.
Nízká očekávání společnosti vůči ženám si palčivě uvědomila, když Eleazar, její poslední žijící bratr, zemřel ve věku 20 let těsně po ukončení studia na Union College v Schenectady v New Yorku. Její otec a matka byli stiženi žalem. Desetiletá Elizabeth se snažila otce utěšit slovy, že se pokusí být tím, čím byl její bratr. Její otec řekl: „Ach, dcero, přál bych si, abys byla chlapec!”
Elizabeth měla v mládí mnoho příležitostí ke vzdělávání. Jejich soused, reverend Simon Hosack, ji učil řečtinu a matematiku. Edward Bayard, její švagr a Eleazarův bývalý spolužák z Union College, ji učil filozofii a jezdectví. Otec jí nosil ke studiu právnické knihy, aby se mohla účastnit debat u stolu s jeho právnickými kolegy. Chtěla jít na vysokou školu, ale žádná vysoká škola v té době nepřijímala studentky. Navíc její otec zpočátku rozhodl, že další vzdělání nepotřebuje. Nakonec souhlasil s tím, že ji zapíše do Troyského ženského semináře v Troyi v New Yorku, který založila a vedla Emma Willard.
Ve svých pamětech Stanton uvedla, že během svých studentských let v Troyi byla velmi znepokojena šestitýdenním náboženským probuzením, které vedl Charles Grandison Finney, evangelický kazatel a ústřední postava probuzeneckého hnutí. Jeho kázání v kombinaci s kalvinistickým presbyteriánstvím jejího dětství ji děsilo možností vlastního zatracení: „Strach ze soudu se zmocnil mé duše. Vize ztracených pronásledovaly mé sny. Duševní úzkost mi podlomila zdraví.” Stanton přičítá svému otci a švagrovi zásluhu na tom, že ji přesvědčili, aby Finneyho varování nedbala. Říkala, že ji vzali na šestitýdenní výlet k Niagarským vodopádům, během něhož četla díla racionálních filozofů, kteří jí navrátili rozum a smysl pro rovnováhu. Lori D. Ginzberg, jedna z životopiskyň Elizabeth Stanton sdělila, že s tímto příběhem jsou problémy. Finney v době, kdy Stanton byla v Troyi, šest týdnů nekázal. Ginzberg má podezření, že si Stanton vzpomínku z dětství přikrášlila, aby zdůraznila své přesvědčení, že ženy si škodí tím, že podléhají kouzlu náboženství.

### Sňatek a rodina

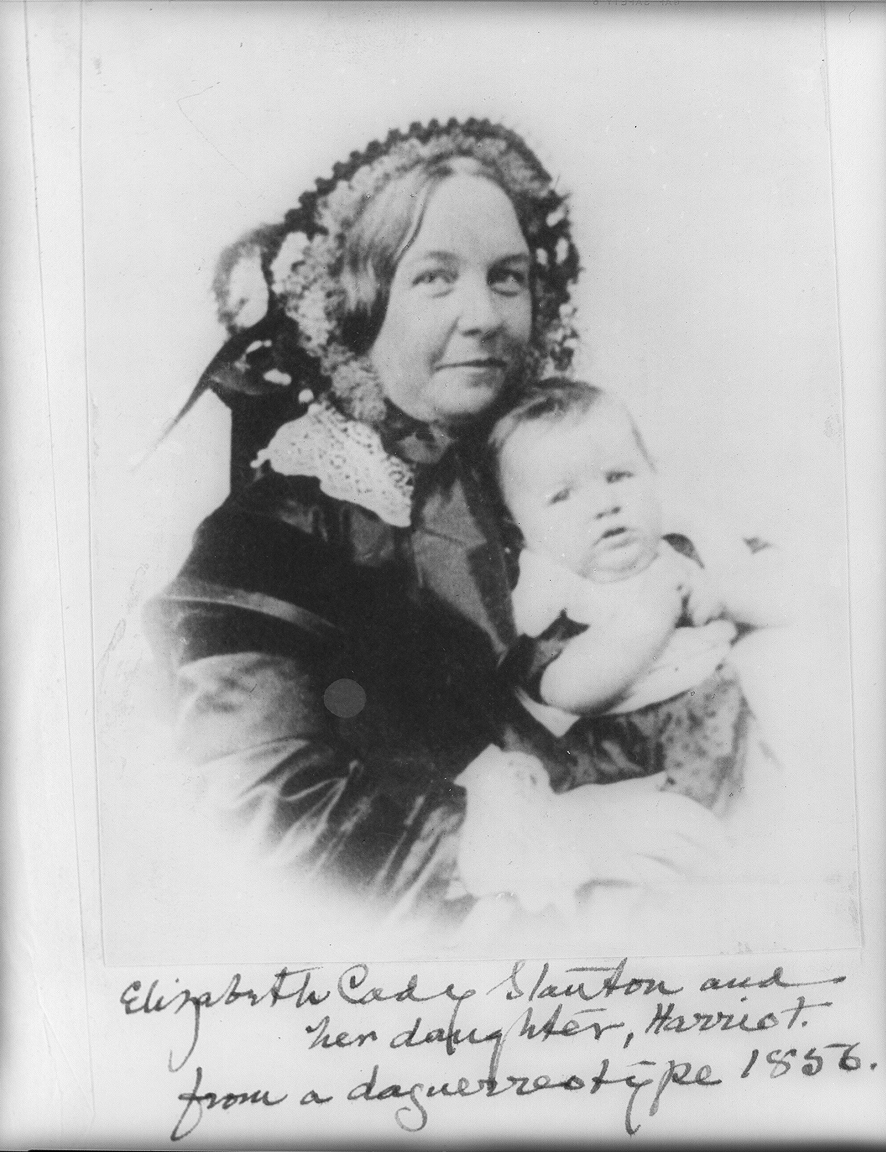
Elizabeth Cady Stanton se svou dcerou Harriot

V mládí Elizabeth často jezdila do domu svého bratrance Gerrita Smithe, který rovněž žil na severu státu New York. Jeho názory se velmi lišily od názorů jejího konzervativního otce. Smith byl abolicionista a člen „Tajné šestky“, skupiny mužů, kteří financovali nájezd Johna Browna na Harpers Ferry ve snaze vyvolat ozbrojené povstání zotročených Afroameričanů. Ve Smithově domě, kde trávila léto a byla považována za „součást rodiny“, se seznámila s Henrym Brewsterem Stantonem, významným abolicionistickým stoupencem. Navzdory výhradám jejího otce se v roce 1840 vzali, přičemž při svatebním obřadu vynechali slovo „poslouchat“. Stanton později napsala: „Tvrdohlavě jsem odmítala poslouchat někoho, o kom jsem se domnívala, že se mnou vstupuje do rovnocenného vztahu.“ Tato praxe sice nebyla obvyklá, ale nebyla neslýchaná, kvakeři vynechávali slovo „poslouchat“ ze svatebního obřadu již delší dobu. Elizabeth přijala manželovo příjmení jako součást svého vlastního a podepisovala se Elizabeth Cady Stanton nebo E. Cady Stanton, ale nikoli jako paní Henry B. Stanton (Mrs. Henry B. Stanton).
Brzy po návratu z líbánek v Evropě se Stantonovi přestěhovali do domácnosti Cadyových v Johnstownu. Henry Stanton studoval práva u svého tchána až do roku 1843, kdy se Stantonovi přestěhovali do Bostonu (Chelsea) v Massachusetts, kde Henry nastoupil do advokátní kanceláře. Během života v Bostonu se Elizabeth těšila ze společenských, politických a intelektuálních podnětů, které přinášely neustálé abolicionistické schůzky. Zde ji ovlivnili lidé jako Frederick Douglass, William Lloyd Garrison a Ralph Waldo Emerson. V roce 1847 se Stantonovi přestěhovali do Seneca Falls v New Yorku v oblasti Finger Lakes. Jejich dům, který je dnes součástí Národního historického parku ženských práv, pro ně koupil Elizabethin otec.

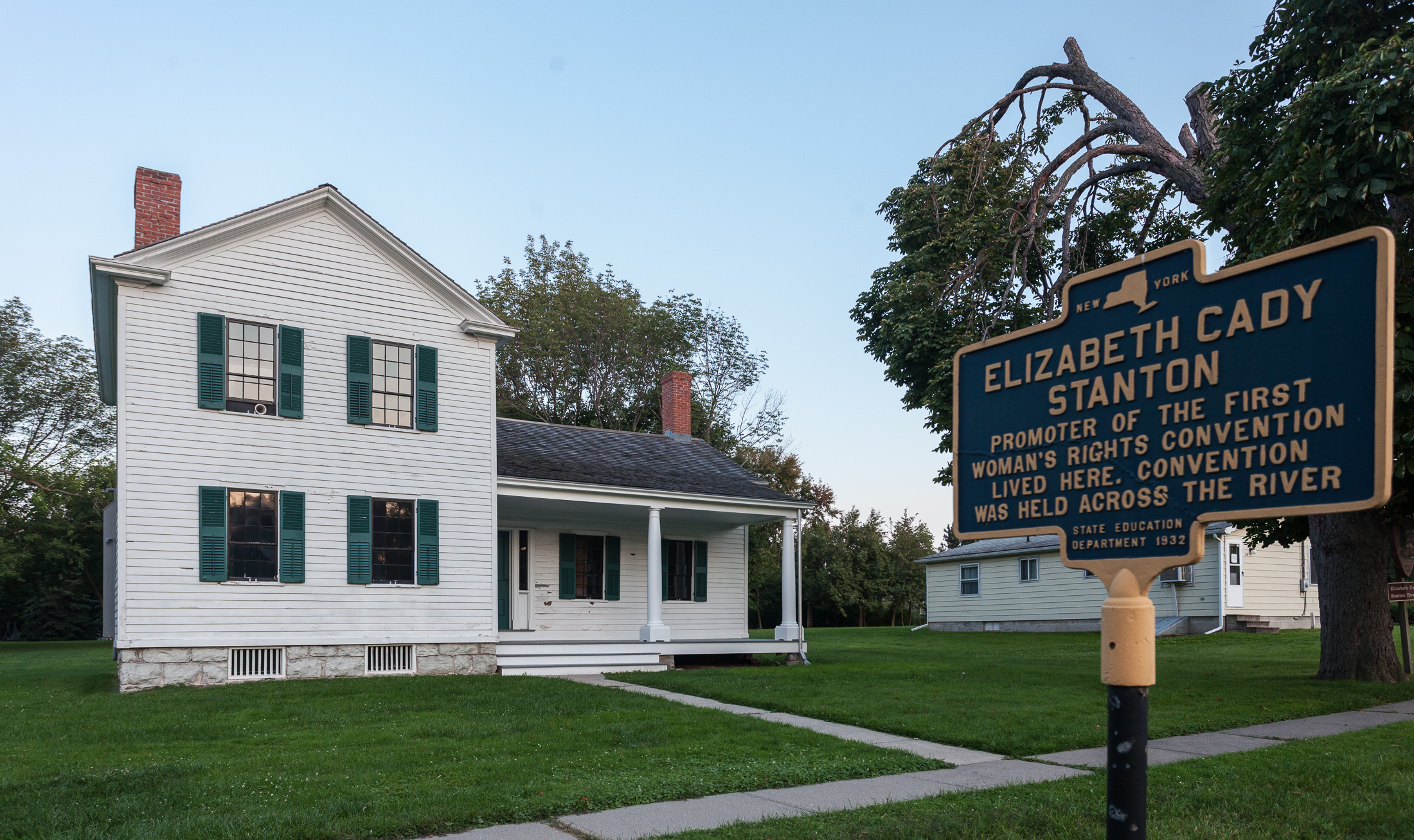
Dům Elizabeth Cady Stanton v Seneca Falls

Manželé měli sedm dětí. V té době bylo plození dětí považováno za něco, s nímž je třeba zacházet velmi delikátně. Stanton zvolila jiný přístup a po porodu vyvěsila před svým domem vlajku, červenou pro chlapce a bílou pro dívku. Jedna z jejích dcer, Harriot Stanton Blatch, se stala stejně jako její matka vůdkyní hnutí za volební právo žen. Vzhledem k odstupu narození jejich dětí jeden historik dospěl k závěru, že Stantonovi museli používat antikoncepční metody. Sama Stanton uvedla, že její děti byly počaty takzvaným „dobrovolným mateřstvím“. V době, kdy bylo běžné, že se žena musí podřídit sexuálním požadavkům svého manžela, Stanton věřila, že ženy by měly mít kontrolu nad svými sexuálními vztahy a plozením dětí, nicméně také říkala, že „zdravá žena má stejně vášně jako muž“.
Elizabeth Stanton podporovala své syny i dcery, aby se věnovali širokému spektru zájmů, aktivit a učení. Její dcera Margaret na ni vzpomínala jako na „veselou, pozitivní a shovívavou“, těšila se z mateřství a vedení velké domácnosti, ale nedostatek intelektuální společnosti a podnětů v Seneca Falls ji neuspokojoval a dokonce ji deprimoval.
V 50. letech 19. století byl Henry kvůli své práci právníka a politika téměř deset měsíců v roce mimo domov. To Elizabeth frustrovalo, zvláště když byly děti malé, protože jí to ztěžovalo cestování. Tento vzorec pokračoval i v pozdějších letech, kdy manželé žili častěji odděleně než spolu a několik let vedli oddělené domácnosti. Jejich manželství, které trvalo 47 let, ukončila smrt Henryho Stantona v roce 1887.
Henry i Elizabeth byli přesvědčenými abolicionisty, ale Henry, stejně jako Elizabethin otec, nesouhlasil s myšlenkou volebního práva žen. Jeden životopisec Henryho popsal jako „přinejlepším polovičatého muže ženských práv”.

## Počátky aktivismu

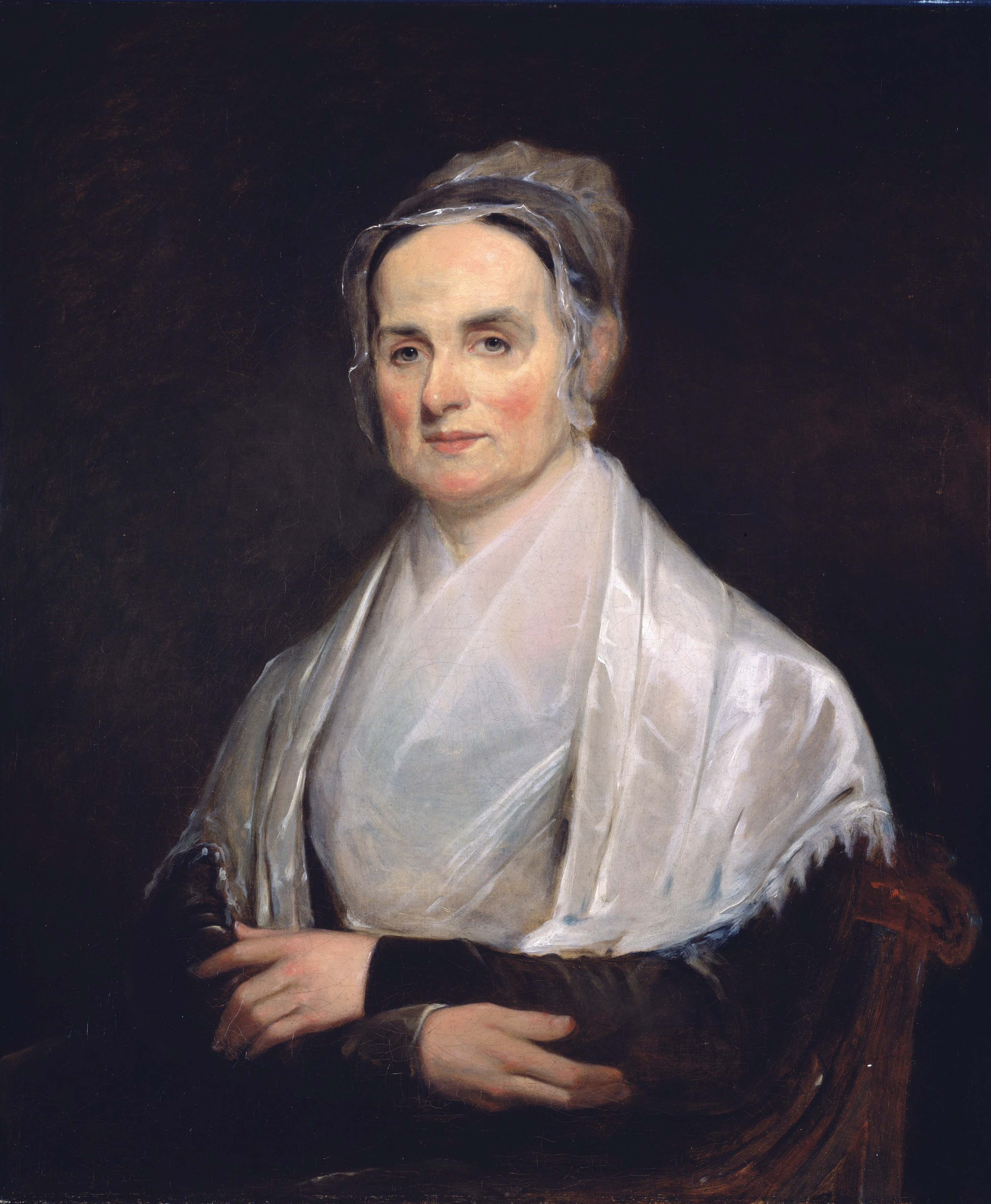
Lucretia Mott

### Světové shromáždění proti otroctví
Během líbánek v Anglii v roce 1840 se manželé Stantonovi zúčastnili Světového shromáždění proti otroctví v Londýně. Elizabeth byla zděšena mužskými delegáty shromáždění, kteří hlasovali pro to, aby se sjezdu nemohly účastnit ženy, i když byly jmenovány delegátkami svých abolicionistických společností. Muži požadovali, aby ženy seděly v oddělené sekci, skryté za závěsy před jednáním sjezdu. William Lloyd Garrison, významný americký abolicionista a zastánce práv žen, který přijel až po hlasování, odmítl sedět s muži a místo toho si sedl k ženám.
Lucretia Mott, kvakerská duchovní, abolicionistka a zastánkyně práv žen, byla jednou z žen, které byly vyslány jako delegátky. Ačkoli byla Mott mnohem starší než Stanton, rychle mezi nimi vzniklo trvalé přátelství a Stanton se od zkušenější aktivistky ochotně učila. Během pobytu v Londýně Stanton slyšela Lucretii Mott kázat v unitářské kapli, což bylo poprvé, kdy Stanton slyšela ženu kázat nebo dokonce mluvit na veřejnosti. Stanton později připisovala tomuto shromáždění zásluhy za to, že se zaměřila na ženská práva.

### Shromáždění v Seneca Falls
Zisk nových zkušeností měl na Stanton vliv. Londýnské shromáždění byl zlomovým bodem v jejím životě. Studium právnických knih ji přesvědčilo, že k překonání nerovnosti mezi pohlavími jsou nutné právní změny. Měla osobní zkušenost s ubíjející rolí žen jako manželek a hospodyň. Řekla k tomu: „Unavený, úzkostný pohled většiny žen ve mě vyvolal silný pocit, že by měla být přijata nějaká aktivní opatření k nápravě společenských křivd a obzvláště v případě žen“. Toto poznání však nevedlo okamžitě k činům. Relativně izolovaná od ostatních sociálních reformátorů a plně zaneprázdněná domácími povinnostmi, nevěděla, jak by se mohla do sociální reformy zapojit.
V létě roku 1848 přijela Lucretia Mott z Pensylvánie, aby se zúčastnila setkání kvakerů poblíž domu Stantonových. Elizabeth Stanton byla k Mott a dalším třem pokrokovým kvakerkám pozvána na návštěvu. Když se Stanton ocitla v sympatizující společnosti, vylila si podle svých slov svou „dlouho hromaděnou nespokojenost s takovou prudkostí a rozhořčením, že jsem vyburcovala sebe i zbytek party k tomu, abychom udělali a odvážili se čehokoli.“ Shromážděné ženy se dohodly, že o několik dní později, když byla Mott stále v oblasti, uspořádají v Seneca Falls shromáždění za práva žen.
Elizabet Stanton byla hlavní autorkou Deklarace práv a postojů (Declaration of Sentiments), která byla vytvořena podle vzoru americké Deklarace nezávislosti. Její seznam stížností zahrnoval neoprávněné odepření volebního práva ženám, což předznamenalo její záměr vyvolat na shromáždění diskusi o volebním právu žen. V té době se jednalo o velmi kontroverzní myšlenku, která však nebyla zcela nová. Její bratranec Gerrit Smith, kterému radikální myšlenky také nebyly cizí, krátce předtím na sjezdu Ligy svobody v Buffalu vyzval k volebnímu právu žen. Když Henry Stanton viděl, že do dokumentu bylo zahrnuto volební právo žen, řekl své ženě, že jedná způsobem, který z jednání udělá frašku. Lucretia Mott, hlavní řečnice, byla návrhem rovněž znepokojena.

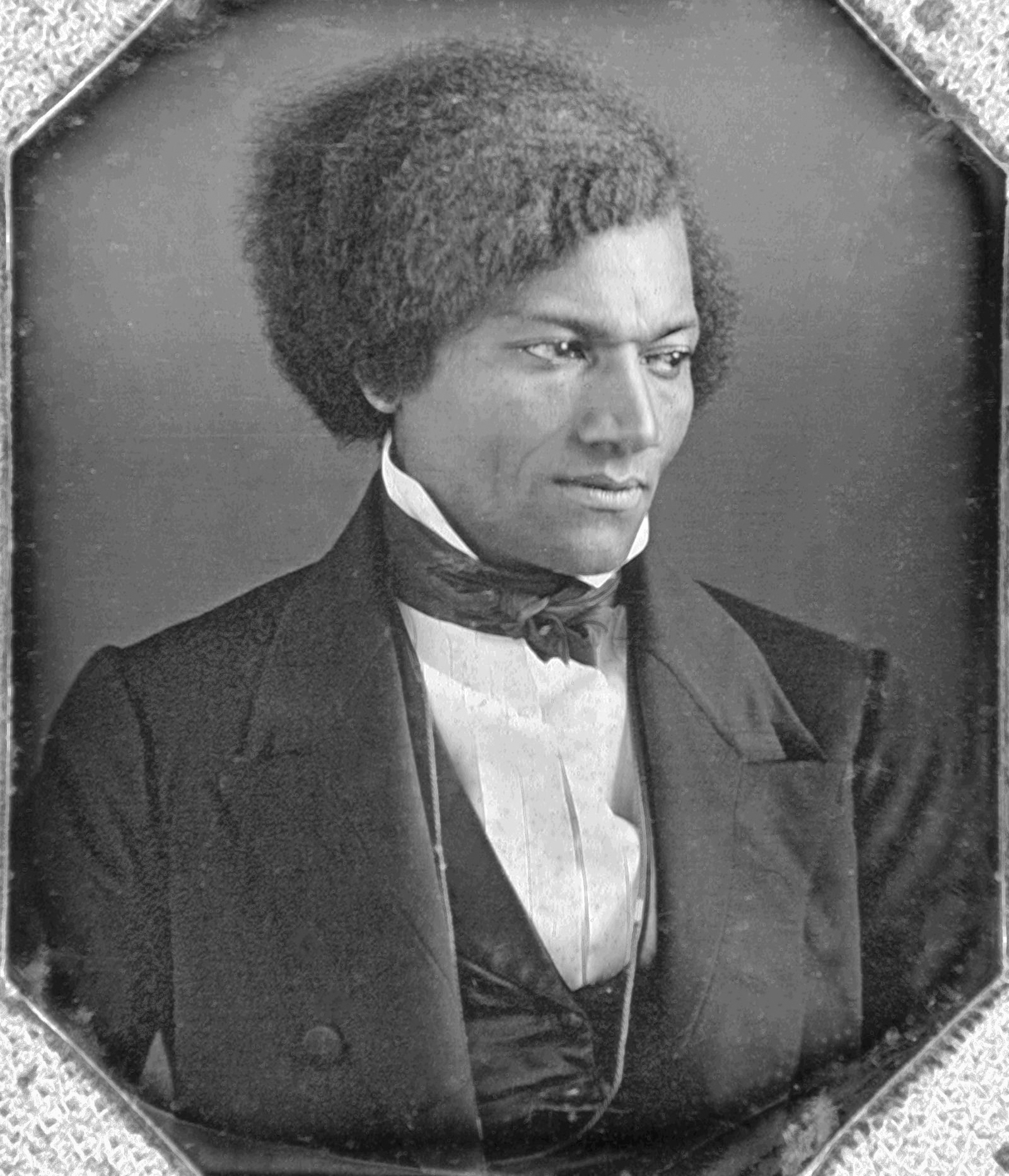
Frederick Douglass (40. léta 19. století)

Dvoudenního shromáždění v Seneca Falls se zúčastnilo odhadem 300 žen a mužů. Ve svém prvním projevu před početným publikem Stanton vysvětlila účel shromáždění a význam ženských práv. Po projevu Lucretie Mott přečetla Deklaraci práv a postojů, kterou byli účastníci vyzváni podepsat. Poté následovaly rezoluce, které shromážděním jednomyslně přijaty s výjimkou deváté, která zněla: „Je povinností žen této země zajistit si svaté právo volebního práva.“ Po bouřlivé debatě byla tato rezoluce přijata až poté, co ji Frederick Douglass, abolicionistický vůdce, který byl dříve zotročen, důrazně podpořil.
Sestra Elizabeth Stanton, Harriet se zúčastnila shromáždění a Deklaraci práv a postojů podepsala. Její manžel ji však přiměl, aby svůj podpis vzala zpět.
Přestože se jednalo o místní shromáždění uspořádané v krátké době, jeho kontroverzní povaha zajistila, že bylo široce medializováno v tisku a články se objevily v novinách v New Yorku, Filadelfii a na mnoha dalších místech. Shromáždění v Seneca Falls je dnes uznáváno jako historická událost. Jde o první shromáždění svolané za účelem projednání práv žen. Podle historičky shromáždění Judith Wellman se Deklarace práv a postojů stala „nejdůležitějším faktorem při šíření zpráv o hnutí za ženská práva po celé zemi v roce 1848 i v další budoucnosti“. Shromáždění iniciovalo pořádání sjezdů za ženská práva jako organizačního nástroje raného ženského hnutí. V době konání druhého národního shromáždění za práva žen v roce 1851 se požadavek volebního práva žen stal ústředním principem hnutí za práva žen ve Spojených státech.
O dva týdny později se v Rochesteru v New Yorku konalo shromáždění za práva žen, které zorganizovaly místní ženy, jež se zúčastnily shromáždění v Seneca Falls. Stanton i Mott na tomto sjezdu promluvily. Shromáždění v Seneca Falls předsedal James Mott, manžel Lucretie Mott. Sjezdu v Rochesteru předsedala žena, Abigail Bush, což bylo další historické prvenství. Mnoho lidí bylo znepokojeno myšlenkou, že žena předsedá shromáždění mužů i žen. Jak by například lidé reagovali, kdyby žena vyloučila muže z jednání? Sama Stanton se vyslovila proti zvolení ženy předsedkyní tohoto shromáždění, i když později uznala svou chybu a za svůj čin se omluvila.
Když bylo v roce 1850 uspořádáno první Národní shromáždění za práva žen, Stanton se ho nemohla zúčastnit, protože byla těhotná. Místo toho zaslala sjezdu dopis nazvaný „Měly by ženy zastávat veřejné funkce“, v němž nastínila cíle hnutí. V dopise důrazně podpořila právo žen zastávat veřejné funkce a uvedla, že „ženy by mohly mít ‚očišťující, povznášející a zjemňující vliv‘ na ‚politický experiment naší republiky‘.“ Poté se stalo tradicí zahajovat celostátní sjezdy za práva žen dopisem Stanton, která se osobně zúčastnila celostátního sjezdu až v roce 1860.

## Partnerství se Susan B. Anthony

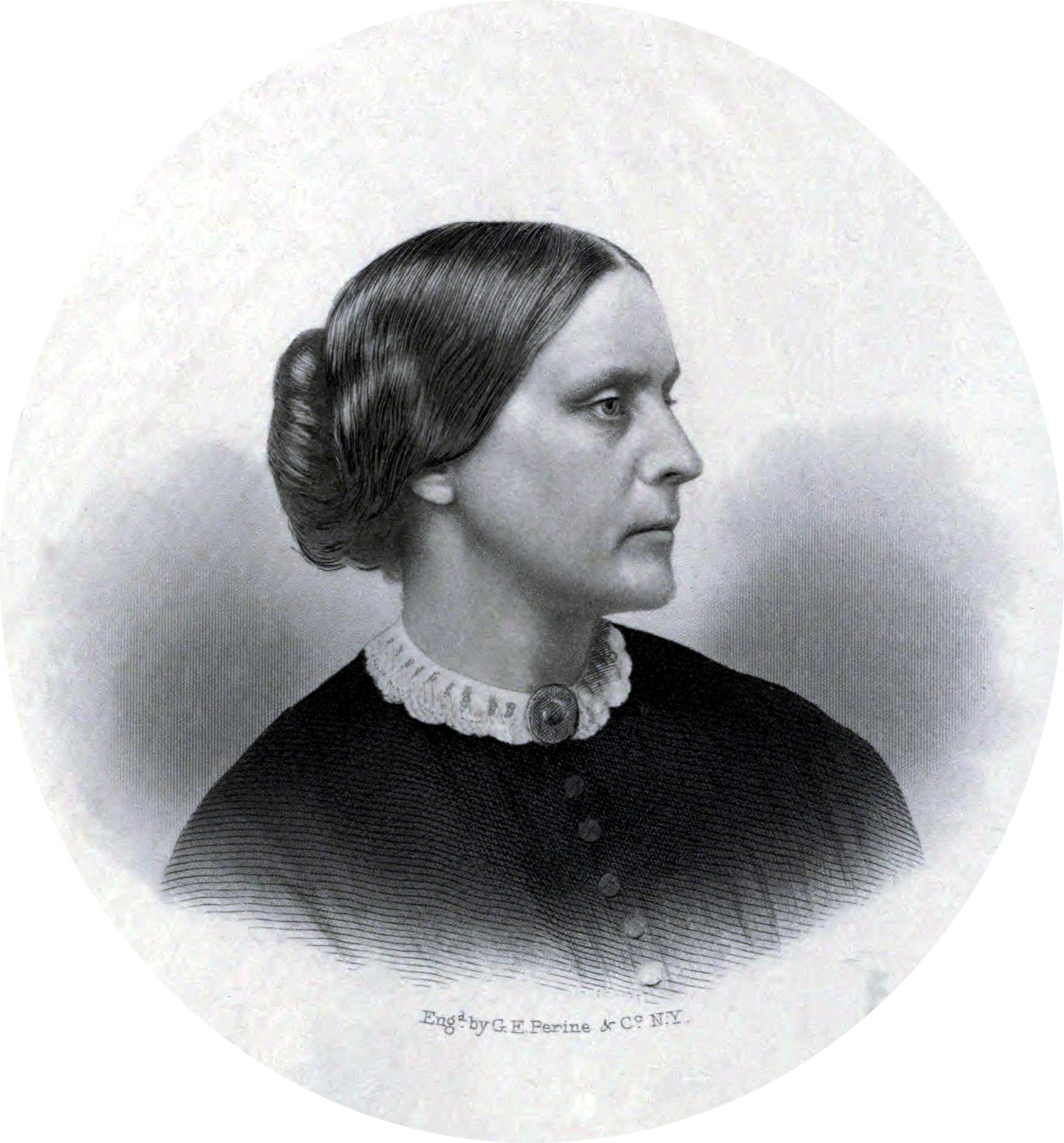
Susan B. Anthony (cca 1855)

Při návštěvě Seneca Falls v roce 1851 seznámila Susan B. Anthony a Elizabeth Stanton Amelia Bloomer, společná přítelkyně a zastánkyně ženských práv. Anthony, která byla o pět let mladší než Stanton, pocházela z kvakerské rodiny, která byla aktivní v reformním hnutí. Anthony a Stanton se brzy staly blízkými přítelkyněmi a spolupracovnicemi a navázaly vztah, který znamenal zlom v jejich životě a měl velký význam pro ženské hnutí.
Obě ženy měly vzájemně se doplňující schopnosti. Anthony vynikala v organizování, zatímco Stanton měla vlohy pro intelektuální záležitosti a psaní. Stanton později řekla: „V psaní jsme společně odvedly lepší práci, než by dokázala každá z nás sama. Zatímco ona je v komponování vět pomalá a analytická, já jsem rychlá a syntetická. Já jsem lepší spisovatelka, ona lepší kritička.” Anthony Stanton po celá léta jejich společné práce v mnoha ohledech ustupovala a nepřijala žádnou funkci v organizaci, která by ji stavěla nad Stanton. V dopisech se navzájem oslovovaly ‚Susan‘ a ‚paní Stanton‘.
Protože Elizabeth Stanton byla se sedmi dětmi upoutána doma, Susan Anthony byla svobodná a mohla cestovat. Susan Elizabeth pomáhala tím, že dohlížela na její děti, zatímco Elizanbeth psala. To mimo jiné umožnilo Elizbeth Stanton psát pro Susan projevy, které měla přednášet. Jedna z životpiskyň Susan B. Anthony uvedla: „Susan se stala členkou rodiny a pro děti Stantonových byla téměř druhou matkou.” Jedna z životopiskyň Elizabeth Stanton uvedla: „Stanton poskytovala myšlenky, rétoriku a strategii, Anthony přednášela projevy, šířila petice a pronajímala sály. Anthony podněcovala a Stanton produkovala.” Manžel Elizabeth Stanton řekl: „Susan míchala pudinky, Elizabeth míchala Susan a Susan pak míchala svět!” Sama Stanton řekla: „Já jsem kovala hromy, ona je vystřelovala.” Podle profesorky dějin žen Ann D. Gordon, Susan s Elizabeth dovedly do roku 1854 spolupráci k dokonalosti, díky níž se hnutí ve státě New York stalo nejpropracovanějším v zemi.
Poté, co se Stantonovi v roce 1861 přestěhovali ze Seneca Falls do New Yorku, byl v každém domě, kde bydleli, vyhrazen pokoj pro Susan. Jedna ze životopiskyň Stanton odhadla, že Stanton s Anthony za svůj život pravděpodobně strávila více času, než s kterýmkoli jiným dospělým člověkem, včetně vlastního manžela.
V prosinci 1865 Stanton a Anthony předložily první petici za volební právo žen adresovanou Kongresu při přípravě čtrnáctého dodatku. Ženy napadly použití slova „muž“ ve verzi předložené státům k ratifikaci. Když Kongres tento text neodstranil, Stanton oznámila svou kandidaturu jako první žena, která se v říjnu 1866 ucházela o křeslo v Kongresu. Kandidovala jako nezávislá a získala pouze 24 hlasů, ale její kandidatura vyvolala diskuze o zastávání funkcí ženami separátně od volebního práva. 
V prosinci 1872 napsaly Stanton a Anthony memorandum New Departure Kongresu a byly pozvány, aby své memorandum přečetly v senátním soudním výboru. Tím se volební právo žen a zastávání úřadů dostalo do popředí zájmu Kongresu, i když program „New Departure byl nakonec zamítnut.”
Vztah nebyl bez napětí, zejména proto, že Anthony se nemohla rovnat Stanton šarmem a charismatem. V roce 1871 Anthony prohlásila: „Kdokoli vstoupí do salonu nebo před audienci s touto ženou, činí tak za cenu strašlivého zastínění, což je cena, kterou jsem platila posledních deset let, a to radostně, protože jsem cítila, že naší věci nejvíce prospívá, když je viděna a slyšena, a mou nejlepší prací bylo uvolnit jí cestu.“

### Aktivita v abstinentním hnutí
Nadměrná konzumace alkoholu byla v první polovině 19. století vážným společenským problémem, který se začal zmenšovat až v 50. letech 19. století. Mnozí aktivisté považovali střídmost za otázku ženských práv, protože zákony dávaly manželům úplnou kontrolu nad rodinou a jejími financemi. Zákon neposkytoval ženě s opilým manželem téměř žádné odvolání, a to ani v případě, že kvůli jeho stavu rodina strádala a manžel ženu a jejich děti týral. Pokud se jí podařilo dosáhnout rozvodu, což bylo obtížné, mohl manžel snadno skončit s výhradní péčí o děti.
V roce 1852 byla Susan Anthony zvolena delegátkou na shormáždění za střídmost ve státě New York. Když se chtěla zapojit do diskuse, předseda ji zastavil s tím, že delegátky mají pouze poslouchat a učit se. O mnoho let později Anthony poznamenala: „Žádný pokrok, který ženy učinily, nebyl tak ostře napadán jako mluvení na veřejnosti. Za nic, o co se pokusily, dokonce ani za zajištění volebního práva, nebyly tak zneužity, odsouzeny a znepřáteleny.” Anthony a další ženy odešly a oznámily svůj záměr zorganizovat ženské shromáždění za střídmost. Později téhož roku se v Rochesteru sešlo asi pět set žen a vytvořily Ženské protialkoholní hnutí (Women's State Temperance Society), jejíž předsedkyní se stala Elizabeth Stanton a Anthony byla státní zástupkyní. Toto uspořádání vedení, kdy Stanton vystupovala na veřejnosti jako předsedkyně a Anthony byla energickou silou v zákulisí, bylo charakteristické pro organizace, které založily v pozdějších letech.
Ve svém prvním veřejném projevu od roku 1848 přednesla Elizabeth Stanton hlavní řeč shromáždění, která vyvolala odpor náboženských konzervativců. Vyzvala k tomu, aby opilost byla zákonným důvodem k rozvodu v době, kdy se mnozí konzervativci stavěli proti rozvodu z jakéhokoli důvodu. Apelovala na manželky opilých manželů, aby převzaly kontrolu nad svými manželskými vztahy: „Ať žádná žena nezůstává ve vztahu manželky s potvrzeným opilcem. Ať žádný opilec není otcem jejích dětí.” Útočila na náboženské zřízení a vyzývala ženy, aby své peníze věnovaly chudým namísto na „výchovu mladých mužů pro duchovní službu, na budování teologické aristokracie a nádherných chrámů neznámého Boha”.
Na sjezdu organizace v následujícím roce konzervativci Stanton z funkce předsedkyně vyloučili, načež ona i Anthony z organizace vystoupily. Poté se Stanton v oblasti střídmosti významněji nereformovala, ačkoli počátkem 50. let 19. století nadále využívala místní abstinentní spolky jako prostředníky pro obhajobu práv žen. Pravidelně psala články do měsíčníku The Lily, který vydávala za střídmost, a který pomohla přeměnit na měsíčník informující o hnutí za práva žen. Psala také do časopisu The Una, který vydávala Paulina Wright Davis, a do deníku New York Tribune, který vydával Horace Greeley.

### Zákon o majetku vdaných žen
Postavení vdaných žen v té době částečně určovalo anglické zvykové právo, které po staletí stanovovalo doktrínu coverture u místních soudů. Podle ní byly manželky pod ochranou a kontrolou svých manželů. Slovy Williama Blackstona z knihy Commentaries on the Laws of England z roku 1769: „Manželstvím se manžel a manželka stávají právně jednou osobou: to znamená, že samotná podstata nebo právní existence ženy je po dobu manželství pozastavena.” Manžel vdané ženy se stával vlastníkem veškerého majetku, který do manželství přinesla. Nemohla podepisovat smlouvy, podnikat vlastním jménem ani si v případě rozvodu ponechat v péči jejich děti. V praxi se některé americké soudy řídily zvykovým právem. Některé jižní státy, jako Texas a Florida, poskytovaly ženám větší rovnoprávnost. Po celé zemi státní zákonodárci přijímáním zákonů odebírali kontrolu tradicím zvykového práva.
V roce 1836 začal newyorský zákonodárný sbor zvažovat zákon o majetku vdaných žen, jehož první zastánkyní byla obhájkyně ženkých práv Ernestine Rose, která v jeho prospěch šířila petice. Tuto reformu podporoval i otec Elizabeth Stanton. Protože neměl žádné syny, kterým by mohl předat svůj značný majetek, musel čelit vyhlídce, že nakonec přejde pod kontrolu manželů jeho dcer. Stanton již v roce 1843 rozšiřovala petice a lobbovala u zákonodárců ve prospěch navrhovaného zákona.
Zákon byl nakonec přijat v roce 1848. Umožňoval vdané ženě ponechat si majetek, který vlastnila před sňatkem nebo který získala během manželství, a chránil její majetek před věřiteli jejího manžela. Zákon byl přijat krátce před shromážděním v Seneca Falls a posílil hnutí za práva žen tím, že zvýšil schopnost žen jednat samostatně. Oslabením tradičního přesvědčení, že manželé mluví za své ženy, napomohl mnoha reformám, které Stanton prosazovala, jako například právo žen mluvit na veřejnosti a volit. Zákon byl přijat v roce 1848, kdy se konalo i shromáždění v Seneca Falls.
V roce 1853 zorganizovala Susan B. Anthony ve státě New York petiční kampaň za zlepšení zákona o majetkových právech pro vdané ženy. V rámci předložení těchto petic zákonodárnému sboru v roce 1854, Elizabeth Stanton vystoupila na společném zasedání soudního výboru s argumentem, že volební právo je nutné, aby ženy mohly chránit svá nově nabytá majetková práva. V roce 1860 Stanton znovu promluvila před soudním výborem, tentokrát před početným publikem v jednacím sále, a argumentovala, že volební právo žen je jedinou skutečnou ochranou vdaných žen, jejich dětí a jejich hmotného majetku. Poukázala na podobnosti v právním postavení žen a otroků a řekla: „Předsudek proti barvě pleti, o kterém tolik slyšíme, není silnější než předsudek proti pohlaví. Vzniká ze stejné příčiny a projevuje se velmi podobně. Kůže černocha i pohlaví ženy jsou prima facie důkazem, že byly určeny k tomu, aby byly podřízeny bílému saskému muži.” Zákonodárný sbor přijal vylepšený zákon v roce 1860.

### Reforma oblékání

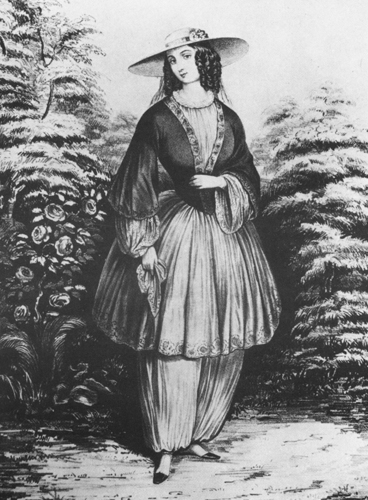
Šaty Bloomers

V roce 1851 přinesla Elizabeth Smith Miller, sestřenice Elizabeth Stanton, do oblasti státu New York nový styl oblékání. Na rozdíl od tradičních šatů s délkou k zemi se skládal z pantalónů, které se nosily pod šaty dlouhé ke kolenům. Amelia Bloomer, která byla přítelkyní a sousedkou Stanton, propagovala tento oděv v měsíčníku The Lily, který vydávala. Od té doby byl tento oděv známý jako „Bloomer“ nebo jen „Bloomers“. Brzy si je osvojilo mnoho reformních aktivistek, a to i přes ostrý výsměch tradicionalistů, kteří považovali myšlenku, že by ženy měly nosit jakékoliv kalhoty, za ohrožení společenského řádu. Pro Stanton to vyřešilo problém stoupání do schodů s dítětem v jedné ruce, svíčkou v druhé a nějakým způsobem také zvedání sukně dlouhých šatů, aby nezakopla. Stanton nosila „Bloomers“ dva roky a od tohoto oděvu upustila až poté, co se ukázalo, že kontroverze, kterou vyvolává, odvádí pozornost lidí od kampaně za práva žen. Ostatní aktivistky za práva žen nakonec udělaly totéž.

### Rozvodová reforma
Stanton si znepřátelila tradicionalisty již v roce 1852 na shromáždění žen za střídmost, když obhajovala právo ženy rozvést se s opilým manželem. V hodinovém projevu na 10. národním sjezdu za práva žen v roce 1860 šla ještě dál a vyvolala bouřlivou debatu, která zabrala celé zasedání. Uváděla tragické příklady nezdravých manželství a naznačovala, že některá manželství se rovnají „legalizované prostituci”. Zpochybňovala sentimentální i náboženský pohled na manželství a definovala manželství jako občanskou smlouvu, která podléhá stejným omezením jako jakákoli jiná smlouva. Řekla, že pokud manželství nepřináší očekávané štěstí, pak by bylo povinností ho ukončit. V následné diskusi zazněl proti jejímu projevu silný odpor. Vůdce abolicionistů Wendell Phillips, který tvrdil, že rozvod není otázkou ženských práv, protože se týká stejně žen i mužů, prohlásil, že toto téma není v pořádku, a neúspěšně se snažil dosáhnout jeho odstranění ze záznamu.
V pozdějších letech na přednáškách patřil Stanton projev o rozvodech k jejím nejoblíbenějším a přilákal až 1200 posluchačů. V eseji z roku 1890 nazvané „Rozvod versus domácí válka“ Stanton oponovala výzvám některých ženských aktivistek k přísnějším rozvodovým zákonům: „Rychle rostoucí počet rozvodů, který zdaleka neukazuje na nižší stav morálky, dokazuje pravý opak. Žena se nachází v přechodném období od otroctví ke svobodě a nehodlá se smířit s podmínkami a manželským životem, které dosud pokorně snášela.”

### Abolicionistické aktivity
V roce 1860 Stanton vydala pamflet s názvem The Slaves Appeal (Výzva otroků), který napsala z pohledu, své představy pohledu otrokyně. Fiktivní mluvčí používá živý náboženský jazyk („Muži a ženy New Yorku, Bůh hromu mluví skrze vás“), který vyjadřuje náboženské názory velmi odlišné od těch, které Stanton sama zastávala. Mluvčí popisuje hrůzy otroctví slovy: „Ta třesoucí se dívka, za kterou jsi zaplatil cenu teprve včera na trhu v New Orleans, není tvá právoplatná žena. Odporné a zatracující, jak pro pána, tak pro otroka, je toto hromadné porušování neměnných Božích zákonů.” Pamflet vyzýval k odporu proti federálnímu zákonu o uprchlých otrocích, a obsahoval petice, které měly být použity k odporu proti praxi lovu uprchlých otroků.
V roce 1861 Anthony zorganizovala turné abolicionistických přednášejících ve státě New York, na kterém vystoupila i Stanton a několik dalších řečníků. Turné začalo v lednu těsně poté, co Jižní Karolína vystoupila z Unie, ale ještě před vystoupením ostatních států a před vypuknutím války. Stanton ve svém projevu uvedla, že Jižní Karolína je jako svéhlavý syn, který svým chováním ohrožuje celou rodinu, a že nejlepším řešením je nechat ji oddělit se. Přednášková shromáždění byla opakovaně narušována davy konajících v přesvědčení, že abolicionistické aktivity způsobují odtržení jižních států. Stanton se některých přednášek nemohla zúčastnit, protože se musela vrátit domů ke svým dětem a na naléhání svého manžela přednáškové turné kvůli přetrvávající hrozbě násilí opustila.

## Národní ženská loajální liga

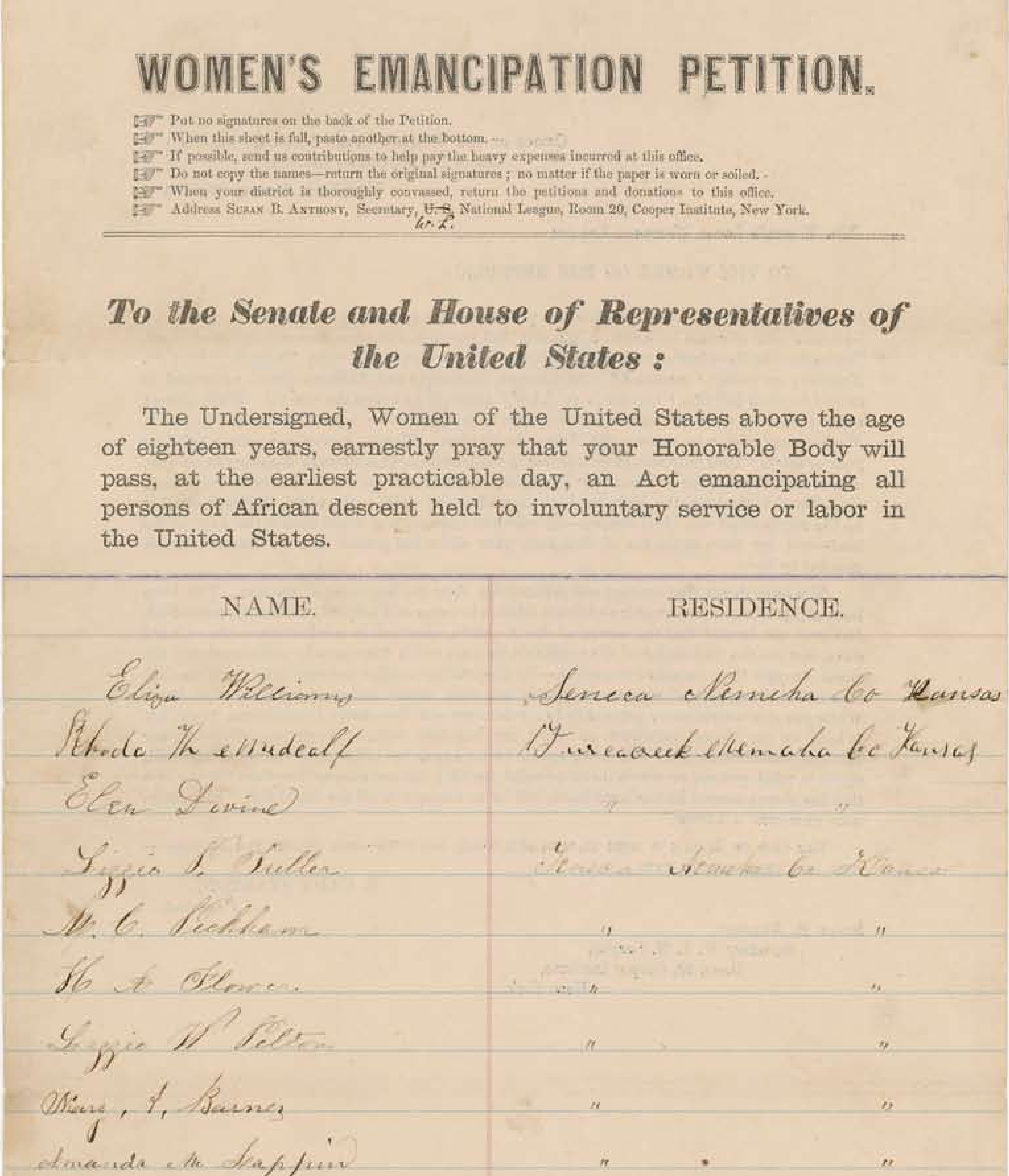
Petiční list Ženské loajální národní ligy proti otroctví

V roce 1863 se Susan Anthony nastěhovala do domu Stantonových v New Yorku a obě ženy začaly organizovat Ženskou loajální národní ligu (Women's Loyal National League), která vedla kampaň za dodatek k americké ústavě, jenž by zrušil otroctví. Stanton se stala předsedkyní nové organizace a Anthony tajemnicí. Byla to první celostátní ženská politická organizace ve Spojených státech. V rámci největší petiční akce v dosavadní historii země shromáždila liga téměř 400 000 podpisů za zrušení otroctví, což představovalo přibližně jednoho z každých čtyřiadvaceti dospělých obyvatel severních států. Petiční akce významně napomohla přijetí třináctého dodatku ústavy, který ukončil otroctví. Liga byla rozpuštěna v roce 1864 poté, co bylo jasné, že dodatek bude schválen.
Přestože cílem ligy bylo zrušení otroctví, dala liga jasně najevo, že se zasazuje také o politickou rovnost žen, a na svém zakládajícím sjezdu schválila rezoluci, která vyzývala k rovným právům všech občanů bez ohledu na rasu nebo pohlaví. Stanton důrazně připomínala veřejnosti, že petice je jediným politickým nástrojem, který měly ženy k dispozici v době, kdy měli volební právo pouze muži. Úspěch petiční akce ligy ukázal hodnotu formální organizace pro ženské hnutí, které se do té doby tradičně bránilo být jinak než volně organizované. Jejích 5 000 členek vytvořilo rozsáhlou síť aktivistek, které získaly zkušenosti, jež pomohly vytvořit zásobárnu talentů pro budoucí formy společenského aktivismu, včetně volebního práva. Stanton a Anthony toto úsilí vyneslo významnou reputaci na národní úrovni.

## Americkou asociace za rovnoprávnost
Po občanské válce Stanton a Anthony znepokojily zprávy, že navrhovaný čtrnáctý dodatek k americké ústavě, který by Afroameričanům zajistil občanství, by také poprvé zavedl do ústavy slovo „muž“. Stanton prohlásila, že „pokud bude toto slovo ‚muž‘ použito, bude nám trvat přinejmenším sto let, než se ho zbavíme”.
Organizování opozice proti tomuto vývoji vyžadovalo přípravu, neboť ženské hnutí bylo během občanské války do značné míry neaktivní. V lednu 1866 Stanton a Anthony rozeslaly petice vyzývající k ústavnímu dodatku, který by stanovil volební právo žen, přičemž jméno Stanton bylo na prvním místě seznamu podpisů. Stanton a Anthony zorganizovaly v květnu 1866 11. národní sjezd za práva žen, první od začátku občanské války. Sjezd odhlasoval svou transformaci na Americkou asociaci za rovnoprávnost (American Equal Rights Association, AERA), jejímž cílem bylo vést kampaň za rovná práva všech občanů bez ohledu na rasu či pohlaví, zejména za volební právo. Stanton byla nabídnuta funkce předsedkyně, ale odmítla ji ve prospěch Lucretie Mott. Dalšími funkcionáři byli Stanton jako první viceprezidentka, Anthony jako korespondenční tajemnice, Frederick Douglass jako viceprezident a Lucy Stone jako členka výkonného výboru. Stanton některým účastníkům tohoto sjezdu poskytla pohoštění. Sojourner Truth, abolicionistka a bojovnice za práva žen, která byla dříve zotročena, bydlela u Stanton, stejně jako Susan Anthony.
Přední abolicionisté se postavili proti snaze AERA o všeobecné volební právo. Horace Greeley, významný novinový redaktor, řekl Anthony a Stanton: „Toto je kritické období pro Republikánskou stranu a život našeho národa.... Vyzývám vás, abyste si uvědomily, že toto je 'hodina černochů'.” Abolicionističtí vůdci Wendell Phillips a Theodore Tilton uspořádali setkání se Stanton a Anthony a snažili se je přesvědčit, že ještě nenastal čas pro volební právo žen, že by měly vést kampaň za volební právo pouze pro černé muže, nikoli pro všechny Afroameričany a všechny ženy. Obě ženy toto vedení odmítly a pokračovaly v práci pro všeobecné volební právo.
V roce 1866 se Stanton přihlásila jako první žena ke kandidatuře do Kongresu. Uvedla, že ačkoli nemůže volit, ústava jí v kandidatuře do Kongresu nijak nebrání. Kandidovala jako nezávislá proti kandidátům demokratů i republikánů a získala pouze 24 hlasů. Její kampaně si všimly noviny až v New Orleans.
V roce 1867 vedla AERA v Kansasu kampaň za referenda, která by Afroameričanům i ženám zajistila volební právo. Wendell Phillips, který byl proti směšování těchto dvou kauz, zablokoval financování, které AERA pro svou kampaň očekávala. Koncem léta kampaň AERA téměř zkrachovala a její finance byly vyčerpány. Anthony a Stanton vyvolaly bouři kontroverze tím, že v posledních dnech kampaně přijaly pomoc od George Francise Traina, bohatého podnikatele, který podporoval práva žen. Train si znepřátelil mnoho aktivistů tím, že napadal Republikánskou stranu a otevřeně znevažoval čestnost a inteligenci Afroameričanů. Existuje důvod se domnívat, že Stanton a Anthony doufaly, že odlákají prchlivého Traina od jeho hrubých forem rasismu, a že tak skutečně začal činit. Stanton každopádně prohlásila, že by přijala podporu i od samotného ďábla, kdyby podpořil volební právo žen.
Po ratifikaci čtrnáctého dodatku v roce 1868 se v AERA rozhořel ostrý spor o navrhovaný patnáctý dodatek k americké ústavě, který by zakazoval odepření volebního práva z důvodu rasy. Stanton a Anthony se postavily proti dodatku, který by měl za následek volební právo černých mužů, a trvaly na tom, že volební právo by měly získat všechny ženy a všichni Afroameričané současně. Stanton na stránkách časopisu The Revolution tvrdila, že faktickým udělením volebního práva všem mužům a zároveň vyloučením všech žen by dodatek vytvořil „aristokracii pohlaví“ a dal by ústavní autoritu myšlence, že muži jsou nadřazeni ženám. Lucy Stone, která se stávala vůdkyní odpůrců Stanton a Anthony, tvrdila, že volební právo pro ženy by bylo pro zemi přínosnější než volební právo pro černochy, ale dodatek podpořila slovy: „Budu v duchu vděčná, pokud se z té strašné jámy dostane nějaké tělo.
Během debaty o patnáctém dodatku Stanton psala články pro The Revolution, jejichž jazyk byl elitářský a rasově povýšený. Domnívala se, že bude zapotřebí dlouhého vzdělávacího procesu, než se mnozí z bývalých otroků a přistěhovalých dělníků budou moci smysluplně účastnit voleb. Stanton napsala: „Americké ženy bohaté, vzdělané, ctnostné a kultivované, pokud si nepřejete, aby nižší vrstvy Číňanů, Afričanů, Němců a Irů se svými nízkými představami o ženství vytvářely zákony pro vás a vaše dcery... požadujte, aby i ženy byly zastoupeny ve vládě. V jiném článku se Stanton ohradila proti tomu, aby zákony za ženy tvořili „Patrick a Sambo a Hans a Yung Tung, kteří neznají rozdíl mezi monarchií a republikou”. Rasistický výraz „Sambo” použila i při jiných příležitostech, čímž si vysloužila výtku od svého starého přítele Fredericka Douglasse.
Douglass silně podporoval volební právo žen, ale tvrdil, že volební právo Afroameričanů je naléhavější otázkou, doslova otázkou života a smrti. Říkal, že bílé ženy již mají pozitivní vliv na vládu díky volebnímu právu svých manželů, otců a bratrů a že „se nezdá velkorysé“, když Anthony a Stanton trvají na tom, aby černí muži nedosáhli volebního práva, pokud ho zároveň nedosáhnou i ženy. Sojourner Truth naopak Stanton podpořila: „Pokud barevní muži dostanou svá práva, a barevné ženy ne, uvidíte, že barevní muži budou pány nad ženami a bude to stejně špatné jako předtím.”
Počátkem roku 1869 Stanton vyzvala k přijetí šestnáctého dodatku, který by ženám zajistil volební právo, a řekla: „Mužský živel je ničivá síla, přísná, sobecká, agrární, milující válku, násilí, dobývání, získávání... detronizací ženy jsme pustili na svobodu živly násilí a zkázy, které ona jediná má moc omezit.”
AERA se stále více dělila na dvě křídla, z nichž každé prosazovalo všeobecné volební právo, ale s odlišnými přístupy. Jedno křídlo, jehož vůdčí osobností byla Lucy Stone, bylo ochotno, aby volebního práva dosáhli nejprve černoši, a chtělo udržovat úzké vazby s Republikánskou stranou a abolicionistickým hnutím. Druhé, jehož vůdčími osobnostmi byly Stanton a Anthony, trvalo na tom, aby volební právo získaly všechny ženy a všichni Afroameričané současně, a usilovalo o vytvoření ženského hnutí, které by již nebylo vázáno na Republikánskou stranu a nebylo finančně závislé na abolicionistech. AERA se po ostrém jednání v květnu 1869 fakticky rozpadla a po jeho skončení vznikly dvě konkurenční organizace pro volební právo žen. Dle slov jedné z životopiskyň Stanton byl jedním z důsledků rozkolu pro Stanton fakt, že „staří přátelé se stali buď nepřáteli, jako Lucy Stone, nebo obezřetnými společníky, jako v případě Fredericka Douglasse“.

## The Revolution

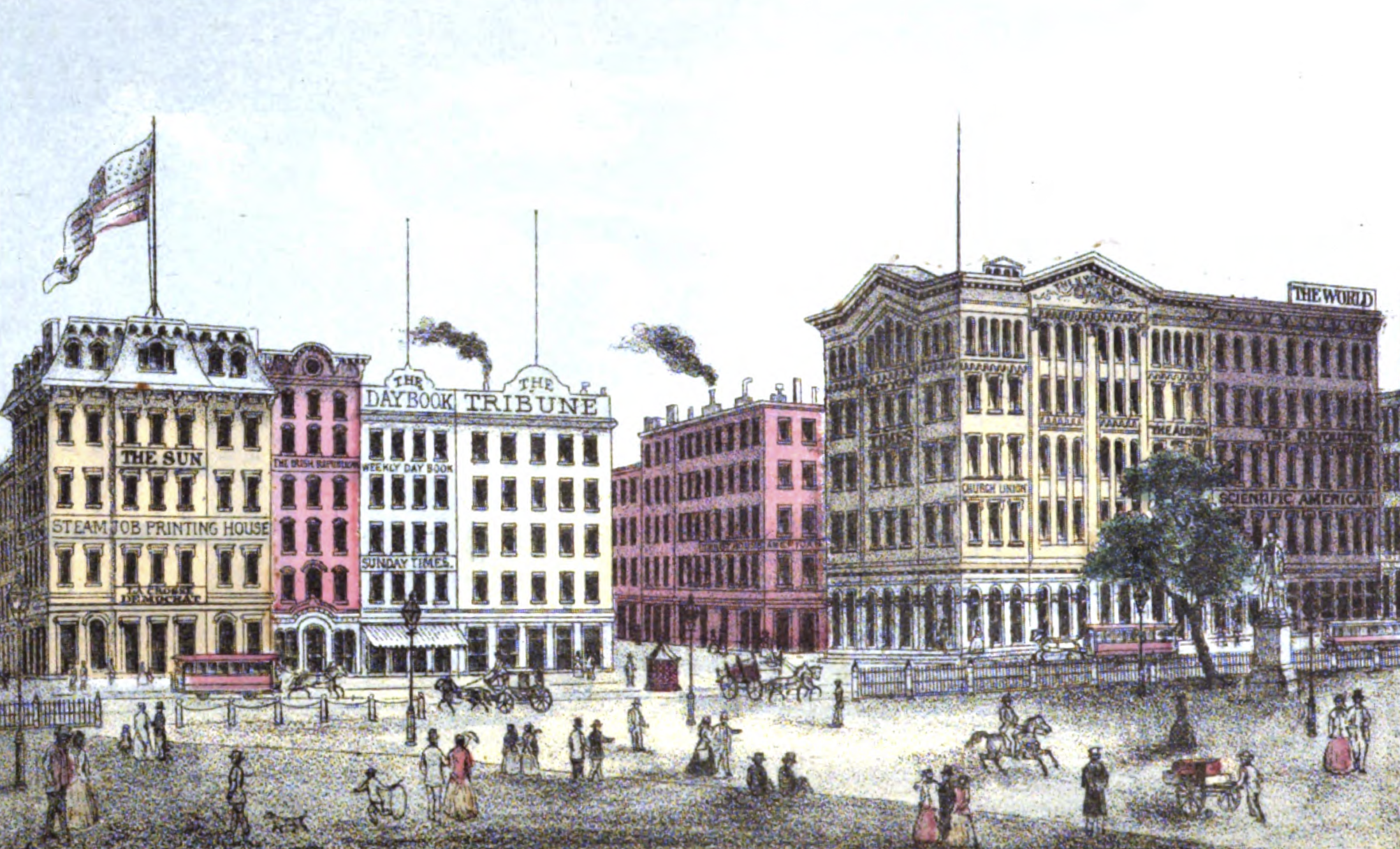
Náměstí Printing House Square na Manhattanu v roce 1868, nápis The Revolution's office zcela vpravo pod The World a nad Scientific American.

V roce 1868 začaly Anthony a Stanton vydávat v New Yorku šestnáctistránkový týdeník The Revolution. Stanton byla spolu s Parkerem Pillsburym, zkušeným redaktorem, který byl abolicionistou a zastáncem práv žen, spoluvydavatelem. Anthony jako majitelka řídila obchodní stránku novin. Počáteční financování poskytl George Francis Train, kontroverzní podnikatel, který podporoval práva žen, ale který si mnohé aktivisty znepřátelil svými politickými a rasovými názory. Noviny se zaměřovaly především na ženská práva, zejména na volební právo žen, ale věnovaly se také tématům jako politika, dělnické hnutí a finance. Jedním z jeho deklarovaných cílů bylo poskytnout ženám fórum, na němž by si mohly vyměňovat názory na klíčové otázky. Jeho mottem bylo: „Muži, jejich práva a nic víc: ženy, jejich práva a nic méně.“
Sestry Harriet Beecher Stowe a Isabella Beecher Hooker se nabídly, že budou noviny financovat, pokud se jejich název změní na méně pobuřující, ale Stanton jejich nabídku odmítla, protože byla rozhodně pro stávající název.
Cílem bylo, aby se z The Revolution stal deník s vlastním tiskařským lisem, který by vlastnily a provozovaly ženy. Finanční prostředky, které Trai pro noviny zajistil, však byly nižší, než se očekávalo. Navíc Train po vydání prvního čísla The Revolution odjel do Anglie a brzy bylauvězněn za podporu irské nezávislosti. Finanční podpora Traina nakonec zcela zmizela. Po devětadvaceti měsících si narůstající dluhy vynutily převedení novin na bohatou aktivistku za práva žen, která jim dodala méně radikální tón. Navzdory relativně krátké době, po kterou byly noviny v jejich rukou, poskytly The Revolution Stanton a Anthony prostředek k vyjádření jejich názorů v době rozvíjejícího se rozkolu v ženském hnutí. Pomohly jim také propagovat jejich křídlo hnutí, které se nakonec stalo samostatnou organizací.
Stanton odmítla převzít odpovědnost za dluh 10 000 dolarů, který noviny nashromáždily, s tím, že musí živit děti. Anthony, která měla méně peněz než Stanton, převzala odpovědnost za dluh a splácela ho po dobu šesti let prostřednictvím placených přednáškových turné.

## Národní asociace pro ženská práva

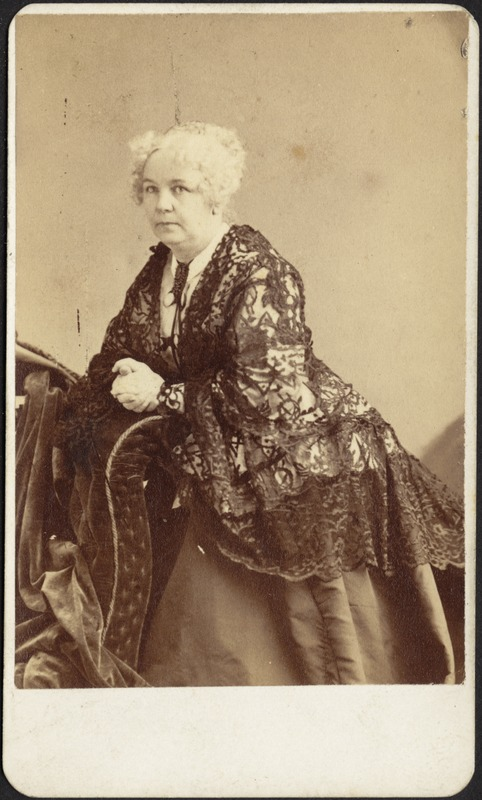
Elizabeth Cady Stanton, cca mezi lety 1859–1870

V květnu 1869, dva dny po závěrečném sjezdu AERA, Stanton, Anthony a další založily Národní asociaci pro ženská právo (NWSA), jehož předsedkyní se stala Elizabeth Stanton. O šest měsíců později Lucy Stone, Julia Ward Howe a další založily konkurenční Americkou národní společnost za volební právo žen (American Woman Suffrage Association, AWSA), která byla větší a lépe financovaná. Bezprostřední příčinou rozkolu v hnutí za volební právo žen byl navrhovaný patnáctý dodatek, ale obě organizace měly i další neshody. NWSA byla politicky nezávislá, zatímco AWSA usilovala o úzké vazby s Republikánskou stranou v naději, že ratifikace patnáctého dodatku povede k republikánské podpoře volebního práva žen. NWSA se soustředila především na získání volebního práva na celostátní úrovni, zatímco AWSA sledovala strategii pro jednotlivé státy. NWSA se zpočátku zabývala širší škálou ženských otázek než AWSA, včetně rozvodové reformy a rovného odměňování žen.
Při vzniku nové organizace Stanton navrhla omezit její členství pouze na ženy, ale její návrh nebyl přijat. V praxi však drtivou většinu jejích členů a funkcionářů tvořily ženy.
Stanton se nelíbilo mnoho aspektů organizační práce, protože narušovaly její schopnost studovat, přemýšlet a psát. Neúspěšně prosila Susan Anthony, aby uspořádal první sjezd NWSA tak, aby se ho sama nemusela účastnit. Po zbytek života se Stanton účastnila sjezdů jen neochotně, pokud vůbec, protože si chtěla zachovat svobodu vyjadřovat své názory bez obav, koho v organizaci by to mohlo urazit. Z patnácti schůzí NWSA v letech 1870–1879 Stanton předsedala čtyřem a byla přítomna pouze na jedné další, takže fakticky ponechala Anthony v čele organizace.
V roce 1869 Francis a Virginia Minor, manželé sufražisté z Missouri, vypracovali strategii založenou na myšlence, že Ústava USA implicitně přiznává ženám volební právo. Opírali se přitom zejména o Čtrnáctý dodatek, který říká: „Žádný stát nesmí vydávat ani prosazovat zákony, které by omezovaly výsady nebo imunity občanů Spojených států ... ani odepírat komukoli v rámci své jurisdikce stejnou ochranu zákonů.“ V roce 1871 NWSA oficiálně přijala takzvanou strategii nového odchodu, která vybízela ženy, aby se pokoušely volit a v případě odepření tohoto práva podávaly žaloby. Brzy se stovky žen pokusily volit v desítkách lokalit. Susan B. Anthony se skutečně podařilo volit v roce 1872, za což byla zatčena a shledána vinnou v široce medializovaném soudním procesu. V roce 1880 se pokusila volit také Stanton. Když ji volební úředníci odmítli nechat vhodit hlasovací lístek do urny, hodila ho po nich. Když Nejvyšší soud v roce 1875 v případu Minor v. Happersett rozhodl, že „ústava Spojených států nikomu nepřiznává volební právo“, rozhodla se NWSA pro mnohem obtížnější strategii, kterou byla kampaň za ústavní dodatek, který by ženám zaručil volební právo.
V roce 1878 Stanton a Anthony přesvědčily senátora Aarona A. Sargenta, aby v Kongresu předložil dodatek o volebním právu žen, který byl o více než čtyřicet let později ratifikován jako devatenáctý dodatek Ústavy Spojených států. Jeho text je totožný s textem patnáctého dodatku s tím rozdílem, že zakazuje odepření volebního práva z důvodu pohlaví, a nikoli „rasy, barvy pleti nebo předchozího otrockého stavu”.
V květnu 1882 odcestovala Stanton se svou dcerou Harriet do Evropy a vrátila se až po roce a půl. V Evropě již byla veřejně známou osobností, pronesla zde několik projevů a psala zprávy do amerických novin. Navštívila svého syna Theodora ve Francii, kde se setkala se svým prvním vnoučetem, a odcestovala do Anglie na Harrietinu svatbu s Angličanem. Poté, co se k ní Anthony v březnu 1883 v Anglii připojila, cestovaly společně na setkání s vůdci evropských ženských hnutí a položily tak základy mezinárodní ženské organizace. Stanton a Anthony se společně vrátily do USA v listopadu 1883 a za hostitelství NWSA se v roce 1888 ve Washingtonu sešly delegátky z padesáti tří ženských organizací z devíti zemí, aby vytvořily organizaci, o kterou Stanton a Anthony usilovaly, Mezinárodní radu žen (International Council of Women, ICW), která je stále aktivní.

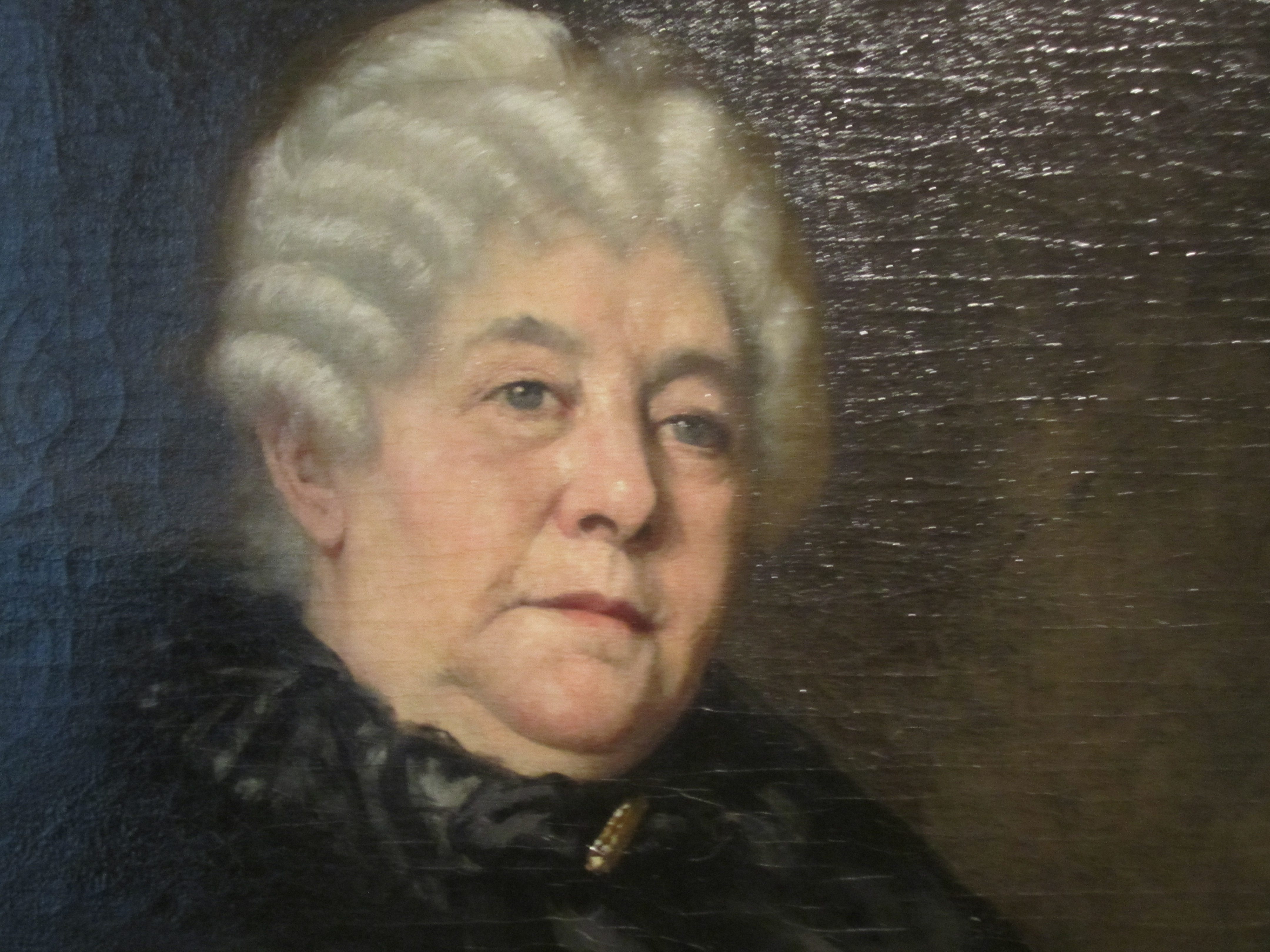
Elizabeth Cady Stanton, National Portrait Gallery

V říjnu 1886 Stanton znovu odcestovala do Evropy a navštívila své děti ve Francii a Anglii. Do USA se vrátila v březnu 1888, akorát na čas, kdy měla přednést důležitý projev na zakládající schůzi ICW. Když Anthony zjistila, že Stanton ještě nenapsala svůj projev, trvala na tom, aby Stanton zůstala ve svém hotelovém pokoji, dokud ho nenapíše, a postavila před její dveře mladší kolegyni, aby to ohlídala. Stanton si později Anthony dobírala slovy: „No, protože se předpokládá, že všechny ženy jsou pod palcem nějakého muže, dávám přednost tyranovi svého vlastního pohlaví, takže nebudu popírat patentovaný fakt své podřízenosti.” Shromáždění se podařilo přinést ženskému hnutí větší publicitu a vážnost, zvláště když prezident Grover Cleveland ocenil delegátky pozváním na recepci v Bílém domě.
Navzdory svým rasově necitlivým poznámkám a občasným apelům na rasové předsudky bělochů Stanton v roce 1884 aplaudovala sňatku svého přítele Fredericka Douglasse s běloškou Helen Pitts, který rozzuřil rasisty. Stanton napsala Douglassovi vřelý blahopřejný dopis, na který Douglass odpověděl, že si byl jistý, že bude šťastná kvůli němu. Když Anthony zjistila, že Stanton hodlá její dopis zveřejnit, přesvědčila ji, aby to nedělala, protože se chtěla vyhnout spojování volebního práva žen s nesouvisející a rozdělující záležitostí.

## History of Woman Suffrage

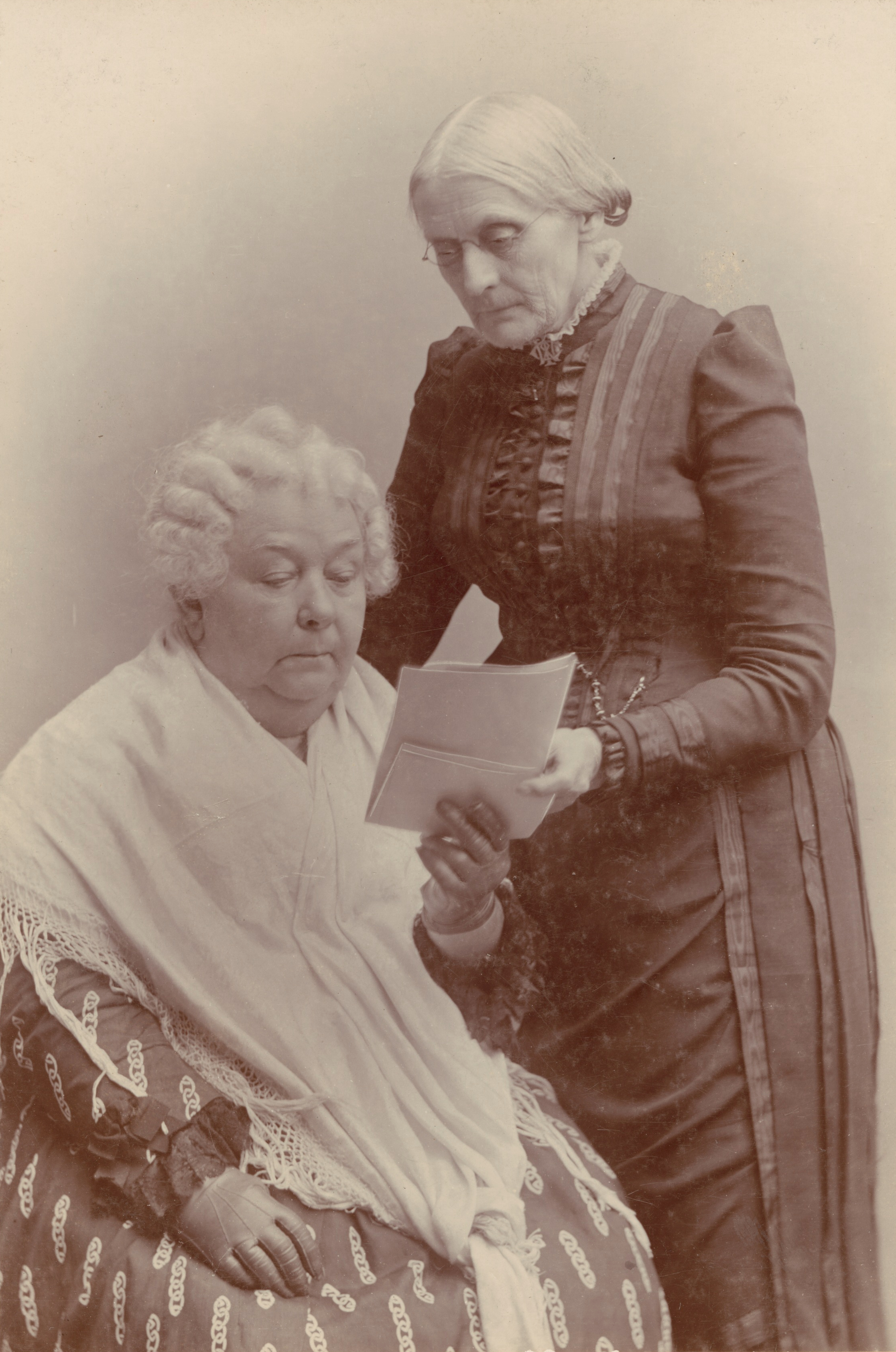
Elizabeth Cady Stanton a Susan B. Anthony

V roce 1876 se Anthony přestěhovala do domu Stantonových v New Jersey, aby se Stanton začala pracovat na knize History of Woman Suffrage (Dějiny ženského práva). Přivezla si s sebou několik kufrů a krabic dopisů, novinových výstřižků a dalších dokumentů. Původně zamýšlená skromná publikace, kterou by bylo možné rychle vydat, se vyvinula v šestisvazkové dílo o více než 5700 stranách, které vznikalo 41 let. 
První tři svazky, které pokrývají hnutí do roku 1885, vytvořily Elizabeth Cady Stanton, Susan B. Anthony a Matilda Joslyn Gage. Anthony se starala o detaily výroby a korespondenci s přispěvateli. Většinu prvních tří svazků napsala Stanton, přičemž Gage napsala tři kapitoly prvního svazku a Stanton zbytek. Gage byla poté nucena projekt opustit kvůli nemoci svého manžela. Po smrti Elizabeth Stanton vydala Susan Anthony s pomocí Idy Husted Harper čtvrtý díl. Po smrti Susan Anthony Harper dokončila poslední dva svazky, čímž se historie dostala až do roku 1920.
Stanton a Anthony vyzvaly svou rivalku Lucy Stone, aby s prací pomohla nebo alespoň poslala materiály, které by mohl někdo jiný použít k sepsání historie jejího křídla hnutí, ta však jakoukoli spolupráci odmítla. Dcera Elizabeth Stanton Harriot Stanton Blatch, která se vrátila z Evropy, aby pomohla s editací, trvala na tom, že historie nebude brána vážně, pokud do ní nebude zahrnuta Stone a AWSA. Sama tak napsala 120stránkovou kapitolu o Lucy Stone a AWSA, která se objevuje ve druhém díle.
History of Woman Suffrage uchovávají obrovské množství materiálu, který by mohl být navždy ztracen. Dílo je napsáno vůdkyněmi jednoho křídla rozděleného ženského hnutí, avšak neposkytuje vyvážený pohled na události, pokud jde o jejich soupeřky. Přeceňuje roli Stanton a Anthony a podceňuje nebo ignoruje roli Stone a dalších aktivistek, které nezapadaly do jimi vytvořeného historického narativu. Protože byla po léta hlavním zdrojem dokumentace o hnutí za volební právo, museli historici odhalit další prameny, aby poskytli vyváženější pohled.

## Přednáškový okruh
Od konce roku 1869 do roku 1879 Stanton působila jako lektorka newyorské pobočky Redpathova lycea. Tato organizace byla součástí lyceiního hnutí, které pořádalo turné řečníků a bavičů po celé zemi, často v malých obcích, kde bylo málo vzdělávacích příležitostí a divadel. Po deset let Stanton cestovala osm měsíců v roce po přednáškových okruzích a obvykle měla jednu přednášku denně a dvě v neděli. Pořádala také menší setkání s místními ženami, které se zajímaly o práva žen. Cestování bylo někdy obtížné. Jednou, když hluboký sníh uzavřel železnici, si Stanton najala saně a pokračovala v cestě, zabalená do kožešin, aby se ochránila před mrazem. V roce 1871 cestovala společně s Anthony tři měsíce po několika západních státech a nakonec dorazila do Kalifornie.
Její nejpopulárnější přednáška „Naše dívky“ nabádala mladé ženy k nezávislosti a snaze o seberealizaci. Ve své přednášce „Antagonismus pohlaví“ se se zvláštním zápalem zabývala otázkou ženských práv. Dalšími populárními přednáškami byly „Naši chlapci“, „Koedukace“, „Manželství a rozvod“ a „Podmanění žen“. O nedělích často přednášela na téma „Slavné ženy v Bibli“ a „Bible a práva žen.
Její výdělky byly impozantní. Během prvních tří měsíců na cestách si Stanton vydělala „2 000 dolarů nad rámec všech výdajů ... kromě toho, že obecně podněcovala ženy ke vzpouře”. S přihlédnutím k inflaci by to v dnešních dolarech bylo asi 65 200 dolarů. Protože příjmy jejího manžela byly vždy nepravidelné a on je špatně investoval, byly peníze, které vydělala, vítané, zvláště když většina jejich dětí buď studovala, nebo brzy nastoupila na vysokou školu.

## Rodinné události

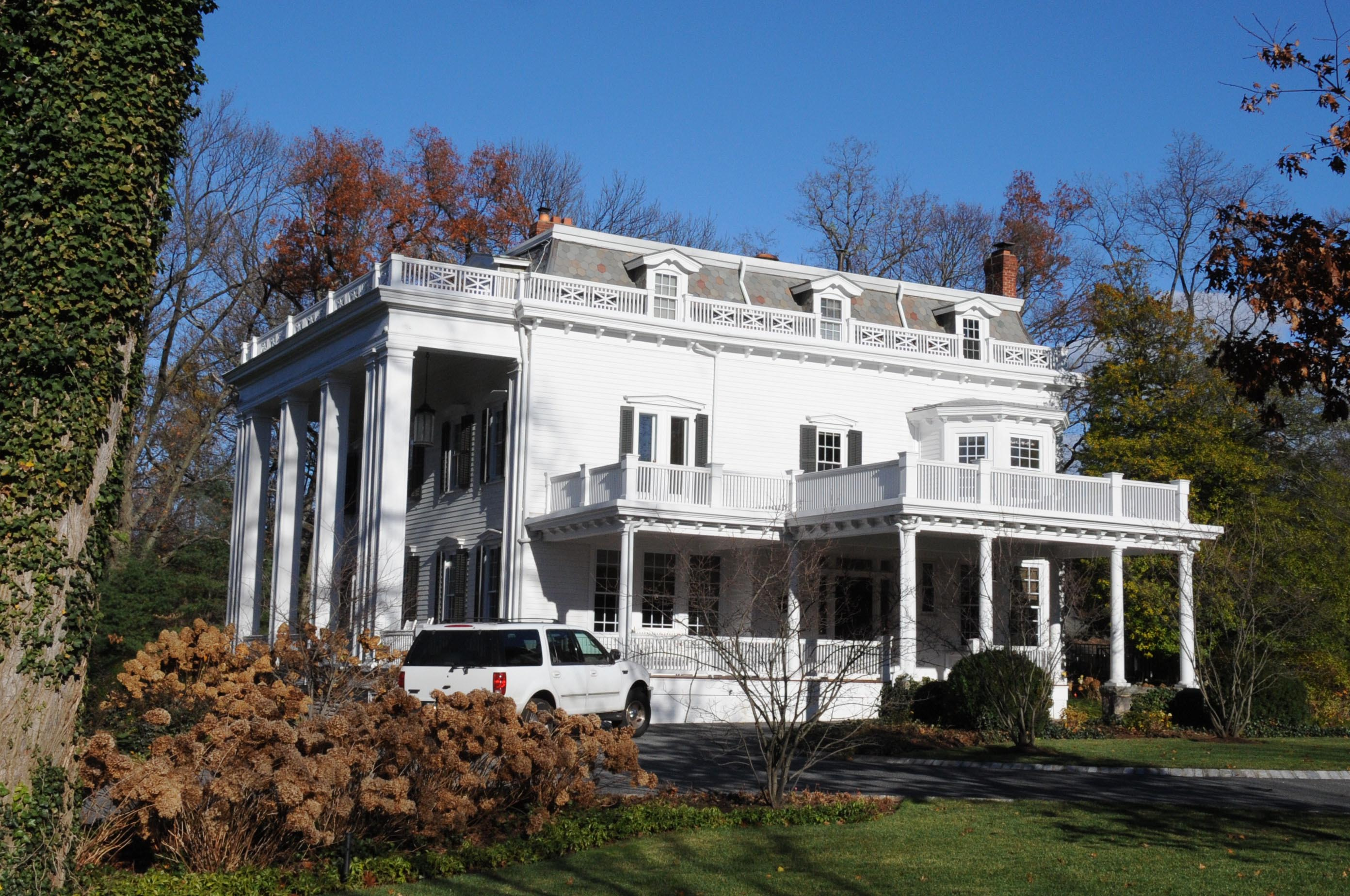
Dům Elizabeth Cady Stanton v Tenafly

Po 15 letech strávených v Seneca Falls se Elizabeth Stanton v roce 1862 přestěhovala do New Yorku, když její manžel získal místo zástupce výběrčího v newyorském přístavu. Jejich syn Neil, který pro Henryho pracoval jako úředník, byl přistižen při braní úplatků, kvůli čemuž otec i syn přišli o práci. Henry poté pracoval s přestávkami jako novinář a právník.
Když její otec v roce 1859 zemřel, Stanton obdržela dědictví v odhadované hodnotě 50 000 dolarů, což je v dnešních dolarech asi 1 700 000. V roce 1868 si koupila značné venkovské sídlo poblíž Tenafly ve státě New Jersey, vzdálené hodinu jízdy vlakem od New Yorku. Dům Elizabeth Stanton v Tenafly je dnes národní historickou památkou. Henry zůstal ve městě v pronajatém bytě. Kromě návštěv pak s Henrym žili většinou odděleně.
Šest ze sedmi jejích dětí vystudovalo vysokou školu. Vysoké školy byly v době, kdy Stanton usilovala o vyšší vzdělání, pro ženy uzavřeny, ale obě její dcery se vzdělávaly na Vassar College. Protože postgraduální studium nebylo v USA ženám ještě dostupné, Harriet se zapsala na magisterské studium ve Francii, které však po zasnoubení opustila. Harriet získala magisterský titul na Vassaru ve svých 35 letech.
Po roce 1884 začal Henry trávit více času v Tenafly. V roce 1885, těsně před svými osmdesátými narozeninami, vydal krátkou autobiografii nazvanou Random Recollections (Náhodné vzpomínky). V ní uvedl, že se oženil s dcerou slavného soudce Cadyho, ale její jméno neuvedl. Ve třetím vydání své knihy se o své ženě zmínil jménem jen jednou. Zemřel v roce 1887, když byl v Anglii na návštěvě u své dcery.

## Národní americká společnost za volební právo žen
V roce 1870 byl ratifikován patnáctý dodatek, který odstranil většinu původních příčin rozkolu v hnutí za volební právo žen. Již v roce 1875 začala Anthony naléhat na NWSA, aby se místo různých ženských otázek těsněji zaměřila na volební právo žen, čímž se přiblížila přístupu AWSA. Rivalita mezi oběma organizacemi však zůstala tvrdá, protože AWSA začala v 80. letech 19. století ztrácet na síle.
Koncem 80. let 19. století začala Alice Stone Blackwell, dcera vůdkyně AWSA Lucy Stone, usilovat o zacelení roztržky mezi starší generací vůdců. Anthony s touto snahou bojovně spolupracovala, ale Stanton nikoli, zklamaná tím, že se obě organizace chtěly zaměřit téměř výhradně na volební právo. Napsala své přítelkyni: „Lucy a Susan vidí stejně jen volební právo. Nevidí náboženské & sociální otroctví žen, ani mladé ženy v obou sdruženích, proto se mohou rovnou spojit.”
V roce 1890 se obě organizace sloučily jako Národní americká společnost za volební právo žen (National American Woman Suffrage Association, NAWSA). Na naléhání Anthony přijala Stanton její předsednictví, přestože se jí vedení nové organizace nelíbilo. Ve svém projevu na zakládajícím sjezdu ji vyzvala, aby se zabývala širokou škálou ženských otázek, a požadovala, aby zahrnovala všechny rasy, vyznání a třídy, včetně „mormonských, indiánských a černošských žen. Den poté, co byla zvolena prezidentkou, Stanton odjela do domu své dcery v Anglii, kde zůstala osmnáct měsíců a fakticky přenechala vedení Anthony. Když Stanton na sjezdu v roce 1892 odmítla opětovné zvolení do prezidentského úřadu, byla do této funkce zvolena Anthony.
V roce 1892 Stanton přednesla projev, který vešel ve známost jako Osamělost sebe sama, třikrát během několika dnů, dvakrát před kongresovými výbory a jednou jako svůj závěrečný projev před NAWSA. Považovala jej za svůj nejlepší projev a mnozí další s ní souhlasili. Lucy Stone jej celý otiskla v časopise Woman's Journal na místě, kde by se normálně objevil její vlastní projev. V rámci své celoživotní snahy vyvrátit přesvědčení, že ženy jsou méněcenné bytosti než muži, a proto se nehodí k nezávislosti, Stanton v tomto projevu řekla, že ženy se musí rozvíjet, získávat vzdělání a živit v sobě vnitřní sílu, víru v sebe sama. Zásadním prvkem v životě ženy byla její samostatnost, nikoli role dcery, manželky nebo matky. Stanton řekla, že „bez ohledu na to, jak moc se ženy chtějí opírat, být chráněny a podporovány, ani bez ohledu na to, jak moc si muži přejí, aby tak činily, musí se vydat na cestu životem samy“.

## ŽenskáBiblea názory na náboženství
Stanton uvedla, že ji v dětství děsily řeči faráře o zatracení, ale poté, co s pomocí svého otce a švagra tyto obavy překonala, tento typ náboženství zcela odmítla. V dospělosti se její náboženské názory dále vyvíjely. Když ve 40. letech 19. století žila v Bostonu, zaujalo ji kázání Theodora Parkera, který byl stejně jako její bratranec Gerritt Smith členem Tajné šestky, skupiny mužů, kteří financovali nájezd Johna Browna na Harpers Ferry s cílem vyvolat ozbrojené povstání otroků. Parker byl transcendentalista a významný unitářský duchovní, který učil, že Bibli není třeba brát doslovně, že Boha si není třeba představovat jako muže a že jednotliví muži a ženy mají schopnost sami si určit náboženskou pravdu.
| „                                                     | Udělejte vše, co můžete, ať se děje cokoli, abyste přiměli lidi přemýšlet o vaší reformě, a pak, je-li reforma dobrá, přijde v pravý čas. | “ |
| — Elizabeth Cady Stanton, deníkový záznam z roku 1898 | |   |

V Deklaraci práv a postojů sepsané pro shromáždění v Seneca Falls v roce 1848, Stanton uvedla řadu stížností na muže, kteří mimo jiné vylučovali ženy z ministrování a dalších vedoucích rolí v náboženství. V jedné z těchto stížností Stanton uvedla, že si „muž uzurpoval výsadu samotného Jehovy, když si osobuje právo přidělovat jí sféru působení, zatímco ta náleží jejímu svědomí a jejímu Bohu”. Toto byla jediná stížnost, která nebyla věcná (jako např. vyloučení žen z vysokých škol, z volebního práva atd.), ale stížnost na víru, která zpochybňovala fundamentální základ autority a autonomie.
V letech po občanské válce výrazně vzrostla rozmanitost ženských organizací zabývajících se sociálními reformami a počet aktivistek v nich. Stanton byla znepokojena přesvědčením mnoha těchto aktivistek, že vláda by měla prosazovat křesťanskou etiku prostřednictvím takových opatření, jako je výuka Bible ve veřejných školách a zpřísnění zákonů o zavírání o nedělích. Ve svém projevu na sjezdu jednoty v roce 1890, na němž byla založena NAWSA, Stanton řekla: „Doufám, že tento sjezd prohlásí, že společnost za volební právo žen je proti jakékoli unii církve a státu a zavazuje se ... zachovat sekulární povahu naší vlády.”
V roce 1895 Stanton vydala knihu The Woman's Bible (Ženská bible), která provokativně zkoumala Bibli a zpochybňovala její status Božího slova a napadala způsob, jakým byla používána k odsouvání žen do podřadného postavení. Většinu knihy napsala Stanton s pomocí několika dalších žen, včetně Matildy Joslyn Gage, která se podílela na Dějinách ženského práva. Stanton v ní metodicky procházela Bibli, citovala vybrané pasáže a komentovala je, často sarkasticky. Kniha se stala bestsellerem a během šesti měsíců se dočkala sedmi dotisků a byla přeložena do několika jazyků. Druhý díl vyšel v roce 1898. Kniha vyvolala bouři kontroverze, která ovlivnila celé hnutí za práva žen. Stanton se tomu nemohla divit, když předtím jednomu známému řekla: „Nuže, jestliže my, kteří vidíme absurditu starých pověr, ji nikdy neodhalíme ostatním, jak má svět dosáhnout nějakého pokroku v teologiích? Jsem na západě života a cítím, že je mým zvláštním posláním říkat lidem to, co nejsou ochotni slyšet.”
Proces kritického zkoumání biblického textu, známý jako historická kritika, byl ve vědeckých kruzích již zavedenou praxí. To, co Stanton udělala nově, bylo, že zkoumala Bibli z pohledu ženy a své závěry založila na tvrzení, že velká část jejího textu neodráží Boží slovo, ale předsudky vůči ženám v méně civilizované době.
Stanton ve své knize výslovně popřela mnohé z toho, co bylo ústředním bodem tradičního křesťanství: „Nevěřím, že nějaký muž někdy viděl Boha nebo s ním mluvil, nevěřím, že Bůh inspiroval Mojžíšův zákoník nebo že řekl historikům to, co říkají o ženě, neboť všechna náboženství na světě ji ponižují, a dokud žena přijímá postavení, které jí přisuzují, je její emancipace nemožná.” V závěrečných slovech knihy Stanton vyjádřila naději na rekonstrukci „racionálnějšího náboženství pro devatenácté století, a tak uniknout všem peripetiím židovské mytologie, která nemá větší význam než mytologie řecká, perská a egyptská.”
Na sjezdu NAWSA v roce 1896 Rachel Foster Avery, mladá vycházející vůdkyně, ostře napadla Ženskou bibli, když ji označila za „svazek s honosným názvem ... bez učenosti i literárních hodnot.” Avery předložila rezoluci, která měla organizaci od této knihy distancovat. Navzdory důrazným námitkám Anthony, že takový krok je zbytečný a zraňující, rezoluce prošla poměrem hlasů 53 ku 41. Stanton Anthony řekla, že by měla na protest odstoupit z vedoucí funkce, ale Anthony to odmítla. Stanton se poté stále více odcizovala hnutí za volební právo. Tento incident vedl k tomu, že mnoho mladších vůdců hnutí za volební právo si Stanton po zbytek jejího života nevážilo.

## Poslední roky
Když se Stanton v roce 1891 vrátila ze své poslední cesty do Evropy, nastěhovala se ke dvěma svým svobodným dětem, které s ní sdílely dům v New Yorku. Stále více prosazovala „vzdělané volební právo“, které prosazovala již dlouho. V roce 1894 debatovala o této otázce s Williamem Lloydem Garrisonem Jr. na stránkách časopisu Woman's Journal. Její dcera Harriot Stanton Blatch, která v té době působila v hnutí za volební právo žen ve Velké Británii a později se stala vůdčí osobností amerického hnutí, byla názory, které Stanton během této debaty vyjádřila, znepokojena. Zveřejnila kritiku názorů své matky s tím, že existuje mnoho lidí, kteří neměli možnost získat vzdělání, a přesto jsou inteligentními a vzdělanými občany, kteří si zaslouží volební právo. V dopise na sjezdu NAWSA v roce 1902 Stanton pokračovala ve své kampani a vyzvala k „ústavnímu dodatku vyžadujícímu vzdělání” a uvedla, že k„aždý, kdo volí, by měl číst a psát inteligentně v anglickém jazyce”.
| „                                                                | Jsem proti nadvládě jednoho pohlaví nad druhým. Pěstuje v jednom aroganci a v druhém ničí sebeúctu. Jsem proti tomu, aby byl do volebních místností připuštěn jiný muž, ať už cizinec, nebo domácí, dokud nebude nejprve zrovnoprávněna žena, největší civilizační činitel. Mužská aristokracie složená ze všech typů, odstínů a stupňů inteligence a nevzdělanosti není nejžádanějším substrátem pro vládu. Podřídit inteligentní, vysoce vzdělané, ctnostné a čestné ženy požadavkům takové aristokracie je vrcholem krutosti a nespravedlnosti. | “ |
| — Elizabeth Cady Stanton, obhájkyně „vzdělaného volebního práva“ | |   |

V pozdějších letech se Stanton začala zajímat o snahy o vytváření družstevních komunit a pracovišť. Přitahovaly ji také různé formy politického radikalismu, tleskala populistickému hnutí a ztotožňovala se se socialismem, zejména s fabianismem, gradualistickou formou demokratického socialismu.
V roce 1898 Stanton vydala své paměti Eighty Years and More, v nichž představila svůj obraz, podle něhož si přála být zapamatována. Minimalizovala v nich politické a osobní konflikty a vynechala jakoukoli diskusi o rozkolu v ženském hnutí. Memoáry se zabývají převážně politickými tématy a téměř nezmiňují její matku, manžela ani děti. Navzdory jisté míře třenic mezi Stanton a Anthony v jejich pozdějších letech Stanton na stránce s věnováním uvedla: „Věnuji tento svazek Susan B. Anthony, své nezlomné přítelkyni po půl století. V knize se objevily i další poznámky, které se týkaly jejího života.
Stanton pokračovala v plodném psaní článků pro různé publikace až do své smrti.

## Smrt a pohřeb

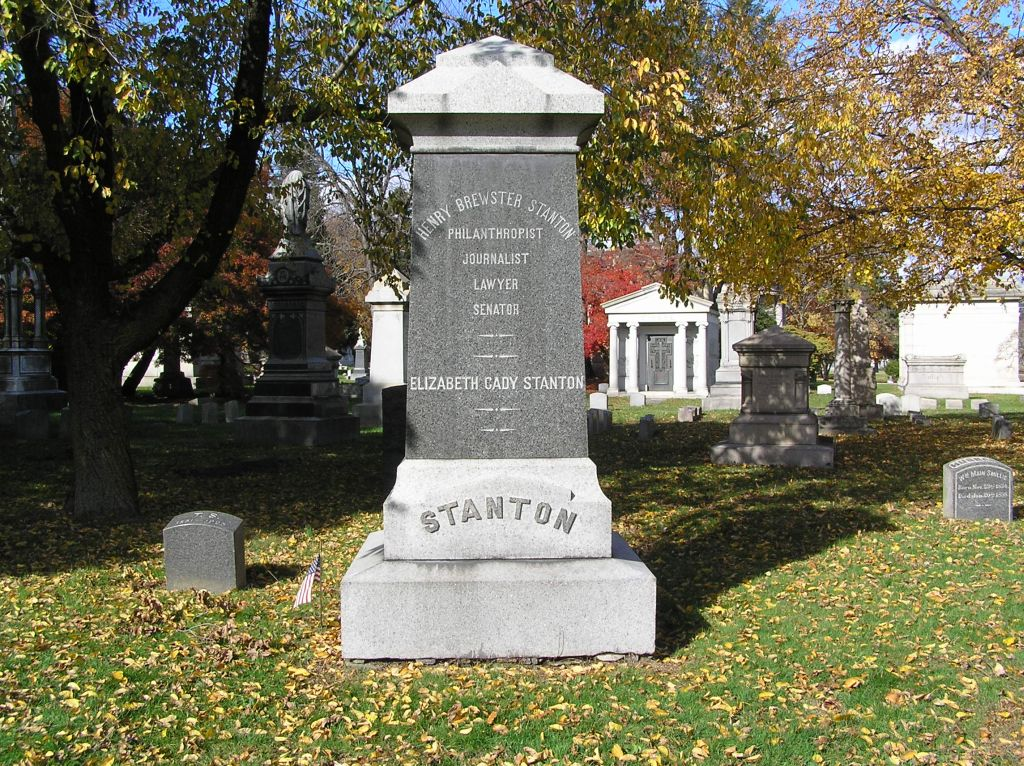
Náhrobek Henryho Brewstera Stantona a Elizabeth Cady Stanton na hřbitově Woodlawn Cemetery

Elizabeth Cady Stanton zemřela v New Yorku 26. října 1902, 18 let předtím, než ženy ve Spojených státech získaly volební právo na základě devatenáctého dodatku americké ústavy. Podle lékařské zprávy bylo příčinou smrti selhání srdce. Podle její dcery Harriet se u ní objevily problémy s dýcháním, které jí začaly bránit v práci. Den před smrtí Stanton řekla svému lékaři, ženě, aby jí dala něco na urychlení smrti, pokud se problém nepodaří vyléčit. Stanton dva roky předtím podepsala dokument, v němž nařídila, že její mozek má být po smrti darován Cornellově univerzitě k vědeckému studiu, ale její přání v tomto ohledu nebylo splněno. Byla pohřbena vedle svého manžela na hřbitově Woodlawn v Bronxu, New York City. V roce 2001 byla pohřbena na hřbitově v Bronxu.
Po smrti Elizabeth Stanton napsala Susan B. Anthony své přítelkyni: „Ach, to strašné ticho! Zdá se nemožné, že utichl ten hlas, který jsem tak ráda slyšela padesát let. Vždycky jsem měla pocit, že musím znát názor paní Stanton na věci, než budu vědět, na čem jsem sama. Jsem celá bezradná.”
I po její smrti nepřátelé volebního práva žen nadále využívali neortodoxnější výroky Stanton k podpoře odporu proti ratifikaci devatenáctého dodatku, který se stal zákonem v roce 1920. Mladší ženy v hnutí za volební právo na to reagovaly zlehčováním Stanton a oslavováním Anthony. V roce 1923 představila Alice Paul, vůdkyně Národní ženské strany v Seneca Falls při příležitosti 75. výročí shromáždění v Seneca Falls návrh dodatku o rovných právech. Plánovaná ceremonie a tištěný program neobsahovaly žádnou zmínku o Elizabeth Cady Stanton, hlavní hybné síle shrmáždění. Jedním z řečníků byla dcera Stanton, Harriot Stanton Blatch, která trvala na tom, aby byla vzdána pocta roli její matky. Kromě sbírky jejích dopisů, kterou vydaly její děti, nebyla o Stanton napsána žádná významná kniha, až v roce 1940 vyšel za přispění její dcery obsáhlý životopis. Stanton začala znovu získávat uznání za svou roli v hnutí za ženská práva s nástupem nového feministického hnutí v 60. letech 20. století a se vznikem akademických programů historie žen.

## Pocty a upomínky

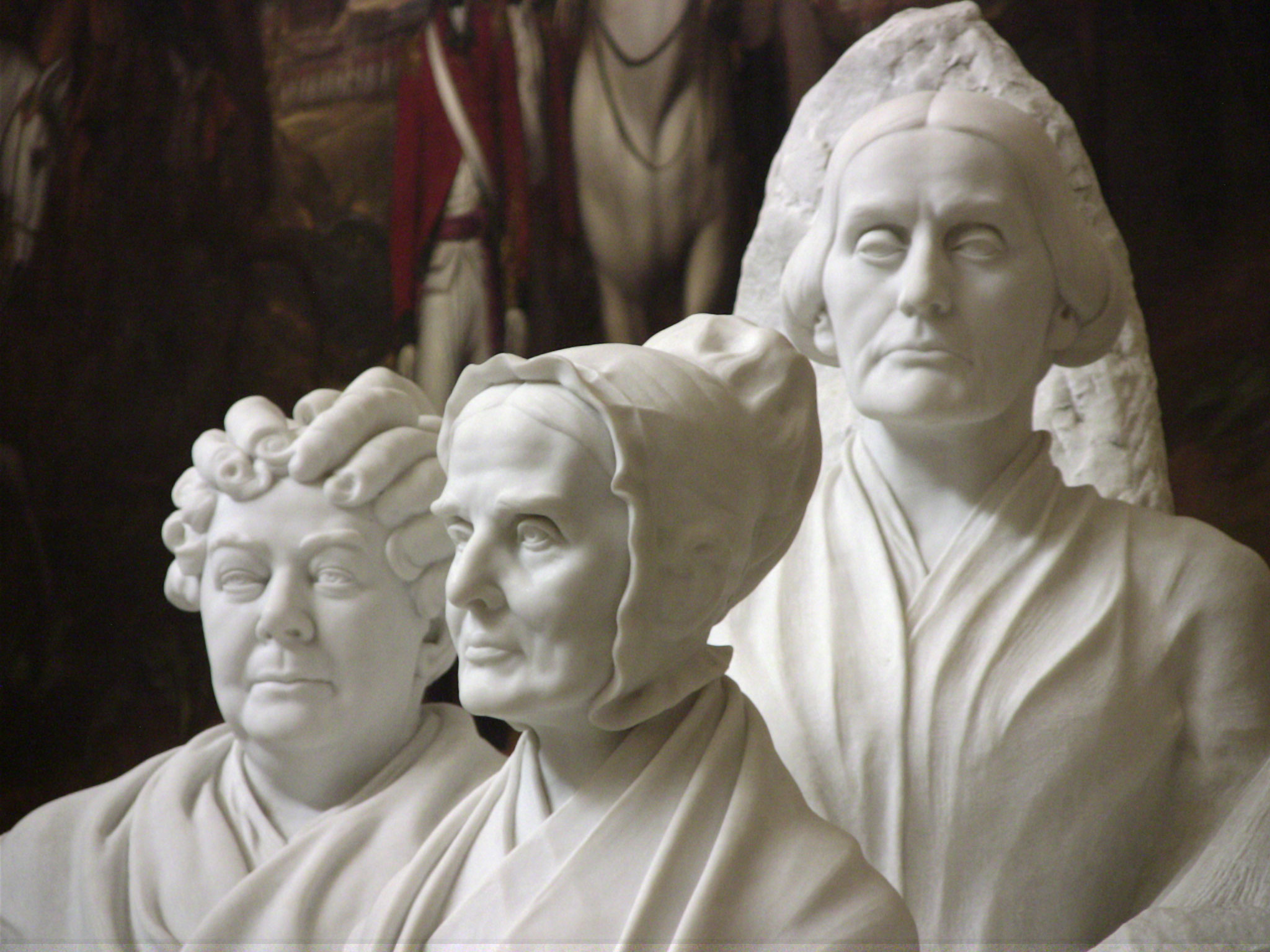
Pomník Portrait Monument od Adelaide Johnson v kryptě Kapitolu Spojených států zobrazující Susan B. Anthony, Elizabeth Cady Stanton a Lucretii Mott

Stanton je spolu s Lucretií Mott a Susan B. Anthony vyobrazena na sousoší Portrait Monument od Adelaide Johnson v Kapitolu Spojených států z roku 1921. Dlouhá léta bylo umístěno v kryptě budovy Kapitolu, v roce 1997 byla přemístěna na viditelnější místo v rotundě Kapitolu Spojených států.
V roce 1965 byl dům Elizabeth Cady Stanton v Seneca Falls prohlášen za národní historickou památku. Nyní je součástí Národního historického parku ženských práv..
V roce 1969 byla založena skupina New York Radical Feminists. Byla organizována do malých buněk nebo „brigád“ pojmenovaných po významných feministkách minulosti. Anne Koedt a Shulamith Firestone vedly brigádu Stanton-Anthony.
V roce 1973 byla Stanton uvedena do Národní ženské síně slávy.
V roce 1975 byl dům Elizabeth Cady Stanton v Tenafly ve státě New Jersey, prohlášen za národní historickou památku.
V roce 1982 začal akademický projekt Elizabeth Cady Stanton and Susan B. Anthony Papers, jehož cílem bylo shromáždit a zdokumentovat všechny dostupné materiály napsané Elizabeth Cady Stanton a Susan B. Anthony. Ze 14 000 dokumentů shromážděných v rámci projektu byl vydán šestisvazkový svazek „The Selected Papers of Elizabeth Cady Stanton and Susan B. Anthony“.
V roce 1999 natočili Ken Burns a Paul Barnes dokumentární film Not for Ourselves Alone: The Story of Elizabeth Cady Stanton & Susan B. Anthony, který získal cenu Peabody Award.
V roce 1999 byla odhalena socha od Teda Auba, která připomíná seznámení Stanton se Susan B. Anthony Amelií Bloomer dne 12. května 1851. Tato socha, nazvaná „Když Anthony potkala Stanton“, se skládá ze tří žen zobrazených jako bronzové sochy v životní velikosti. Je umístěna nad jezerem Van Cleef Lake v Seneca Falls ve státě New York, kde k seznámení došlo.

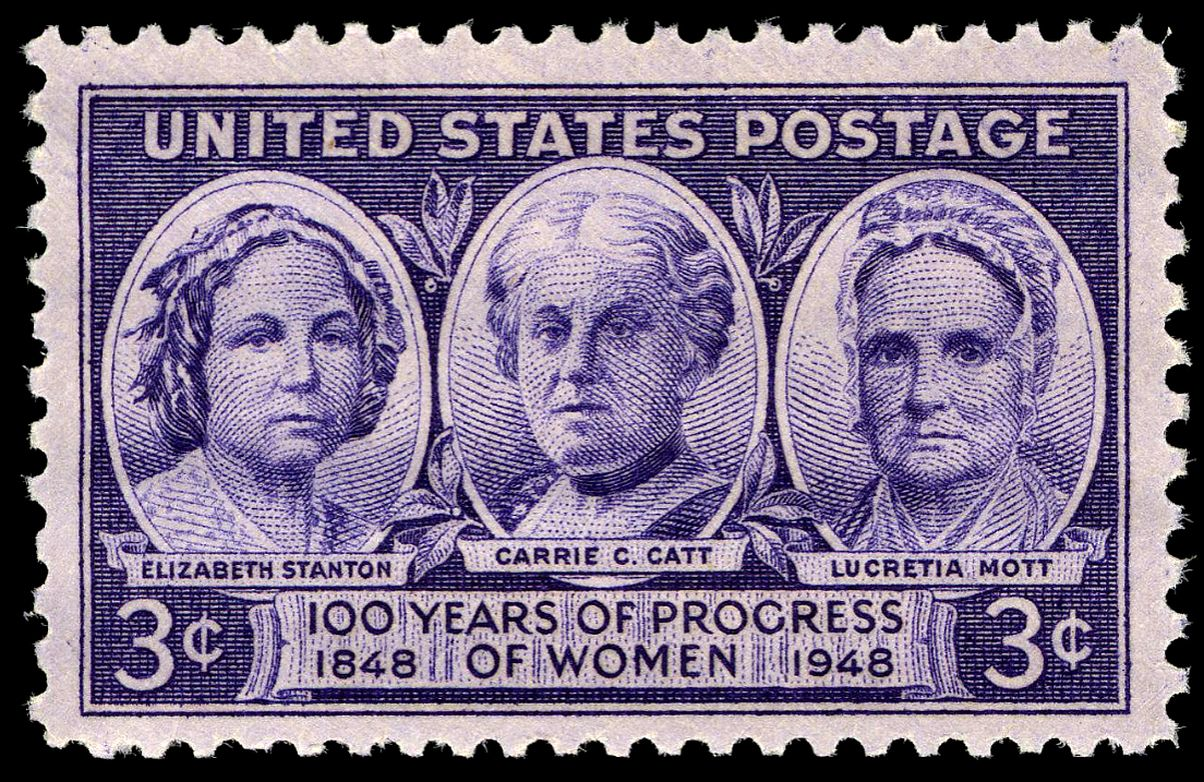
Upomínková poštovní známka ke 100. výročí shromáždění v Seneca Falls vyobrazující Elizabeth Cady Stanton, Carrie Chapman Catt a Lucretii Mott.

V roce 2005 byl v Kongresu předložen zákon Elizabeth Cady Stanton Pregnant and Parenting Student Services Act, jehož cílem bylo financovat služby pro těhotné studentky nebo studentky, které již byly rodiči. Zákon neprošel.
V roce 2008 bylo místo 37 Park Row, kde sídlila kancelář Stanton a Anthony, noviny The Revolution, zařazeno na mapu historických míst Manhattanu souvisejících s historií žen, kterou vytvořil Úřad prezidenta Manhattanské městské části.
Stanton je spolu s Amelií Bloomeru, Sojourner Truth a Harriet Ross Tubman každoročně 20. července připomínána v kalendáři svatých episkopální církve.
Ministerstvo financí USA v roce 2016 oznámilo, že se vyobrazení Elizbeth Cady Stanton objeví na zadní straně nově navržené desetidolarové bankovky spolu s Lucretií Mott, Sojourner Truth, Susan B. Anthony, Alicí Paul a průvodem za práva žen z roku 1913. Nové pětidolarové, desetidolarové a dvacetidolarové bankovky měly být představeny v roce 2020 v souvislosti se 100. výročím získání volebního práva amerických žen, ale byly odloženy.
V roce 2020 byl v Central Parku v New Yorku odhalen Památník průkopnic ženských práv (Women's Rights Pioneers Monument) u příležitosti 100. výročí přijetí devatenáctého dodatku, který dává ženám volební právo. Vytvořila ho Meredith Bergmann, tato socha zobrazuje Stanton, Susan B. Anthony a Sojourner Truth zapojené do živé diskuse.